# Rüthen

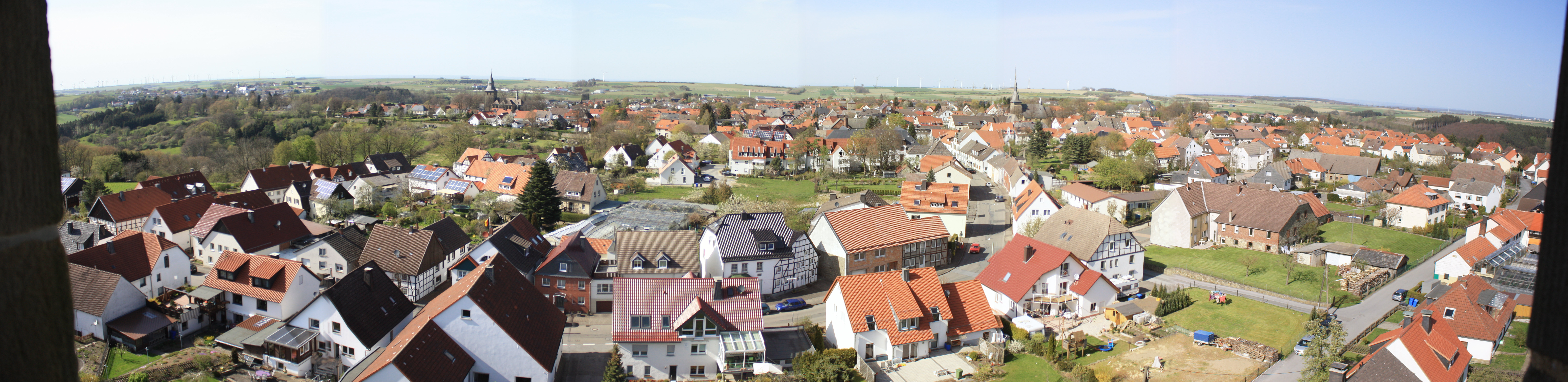
Rüthen vom Wasserturm aus gesehen

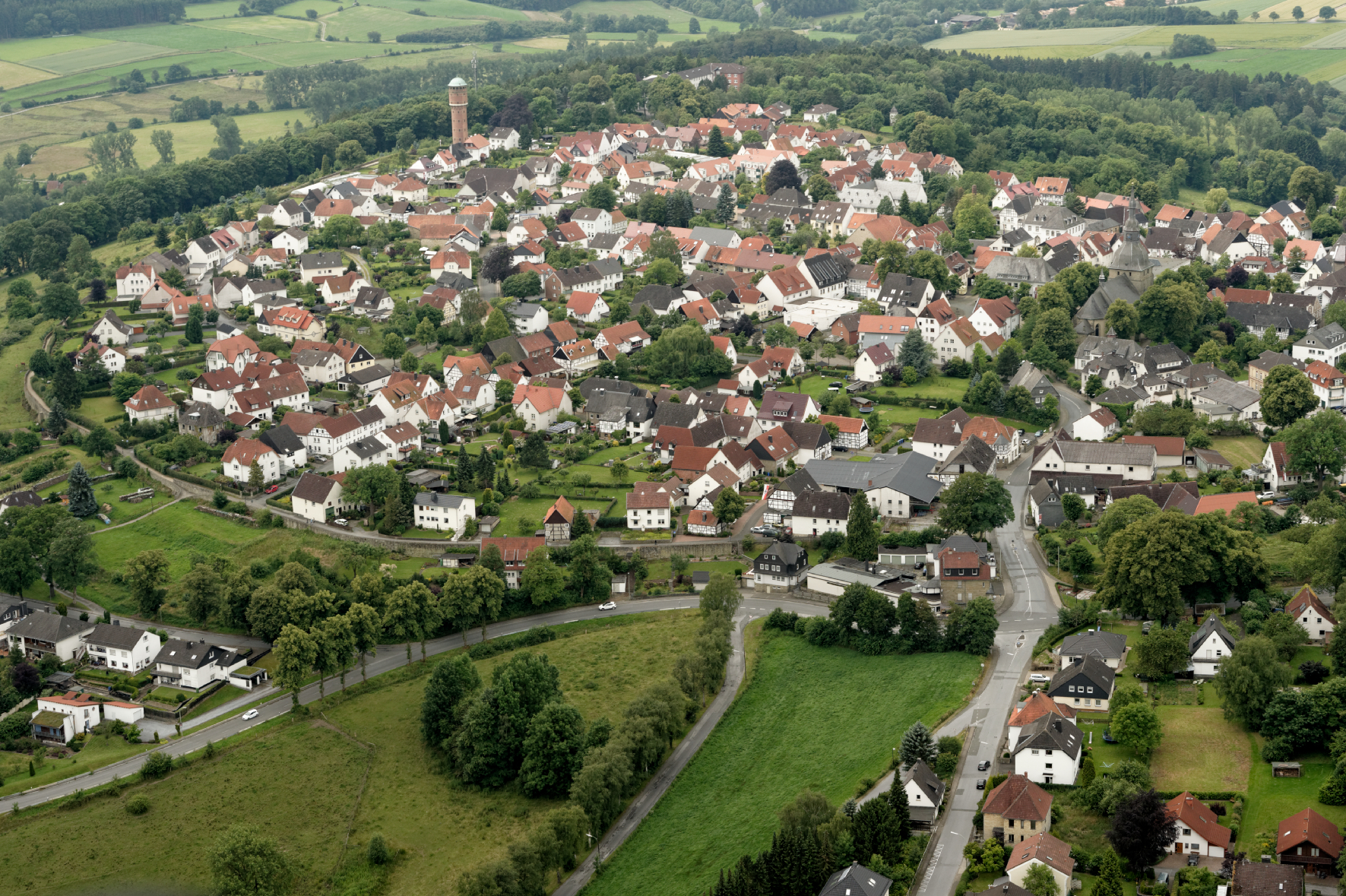
Luftbildaufnahme Rüthen 2014, Blick in Richtung Südwest

Rüthen (Mitte des 19. Jahrhunderts noch offiziell Rüden) ist eine Stadt im Kreis Soest in Nordrhein-Westfalen (Deutschland). Die Stadt Rüthen erhielt im Jahr 1200 die Stadtrechte. Im Mittelalter hatte Rüthen zeitweise erhebliche Bedeutung als administrativer Mittelpunkt des Herzogtums Westfalen und als Hansestadt. Seit dem Spätmittelalter entwickelte sie sich immer mehr zu einer Ackerbürgerstadt. Die heutige Stadt ging aus dem Zusammenschluss der Kernstadt mit 14 bisher eigenständigen Gemeinden hervor. Statistisch gilt Rüthen heute als Große Landgemeinde.

## Geographie

### Lage
Rüthen wird in Ost-West-Richtung von der Möhne, dem größten Fluss des Stadtgebietes, durchflossen. Sie tritt bei Heidberg auf 335 m ü. NN in das Stadtgebiet ein und verlässt es bei Drewer-Heide auf 294 m ü. NN wieder. Die Kernstadt liegt etwa mittig im Stadtgebiet auf einer Anhöhe nördlich der Möhne.
Südlich der Möhne erhebt sich der Arnsberger Wald, in dem die Ortschaft Kallenhardt liegt. Im Arnsberger Wald erreicht das Stadtgebiet am Wehberg eine Höhe von 528,9 m ü. NN. Der nordöstlich des Wehbergs liegende Lange Berg ist 486,2 m hoch. Innerhalb des zum Naturpark Arnsberger Wald gehörenden Gebietes fließen Biber und Glenne in nordwestlicher Richtung. Naturräumlich gehört dieser Teil des Stadtgebietes zum Nordsauerländer Oberland.
Nördlich der Möhne liegen die übrigen Ortschaften Rüthens. Bis zum Haarstrang steigt das Gelände bis auf rund 380 Meter an. Der Haarstrang bildet die Wasserscheide zwischen Ruhr und Lippe. Die nördlich des Haarstrangs fließenden Bäche entwässern sich über die Lippe. Nach Norden fällt das Gelände sacht in Richtung Soester Börde. Nördlich von Westereiden liegt auf 129 m ü. NN die niedrigste Stelle des Stadtgebietes am Bachlauf der Pöppelsche. Es dominiert landwirtschaftlich genutztes Offenland. Naturräumlich gehört der nördliche Teil des Stadtgebietes zu den Hellwegbörden der Westfälischen Bucht.

### Ausdehnung des Stadtgebiets
Rüthen erstreckt sich heute über rund 22 km in Nord-Süd-Richtung und 11 km in West-Ost-Richtung. Mit 158 km² ist Rüthen die flächenmäßig größte Gemeinde im Kreis Soest. Von diesen sind 94,15 km² (59,6 %) landwirtschaftliche Nutzflächen, 49,31 km² (31,2 %) und 13,17 km² (8,3 %) Siedlungs- und Verkehrsflächen. Sonstige Flächen machen 1 % aus.

### Nachbargemeinden
Der Ort liegt im Osten des Kreises Soest. Im Möhnetal grenzt er an den Hochsauerlandkreis. Die Nachbargemeinden von Norden im Uhrzeigersinn: Erwitte, Geseke, Büren, Brilon, Olsberg, Bestwig, Warstein, Anröchte. Die Stadtgrenze zwischen Brilon und Rüthen wird durch den Hengelsbach gebildet.

### Stadtgliederung
Rüthen besteht aus folgenden Stadtteilen:
| - Rüthen (4752 Einwohner) - Altenrüthen (489 Einwohner) - Drewer (729 Einwohner) - Hemmern (169 Einwohner) - Hoinkhausen (170 Einwohner) - Kallenhardt (1627 Einwohner) - Kellinghausen (83 Einwohner) - Kneblinghausen (258 Einwohner) - Langenstraße-Heddinghausen (460 Einwohner) - Meiste (343 Einwohner) - Menzel (361 Einwohner) - Nettelstädt (106 Einwohner) - Oestereiden (829 Einwohner) - Weickede (38 Einwohner) - Westereiden (510 Einwohner) |

## Geschichte

### Älteste Spuren, Rentierjäger

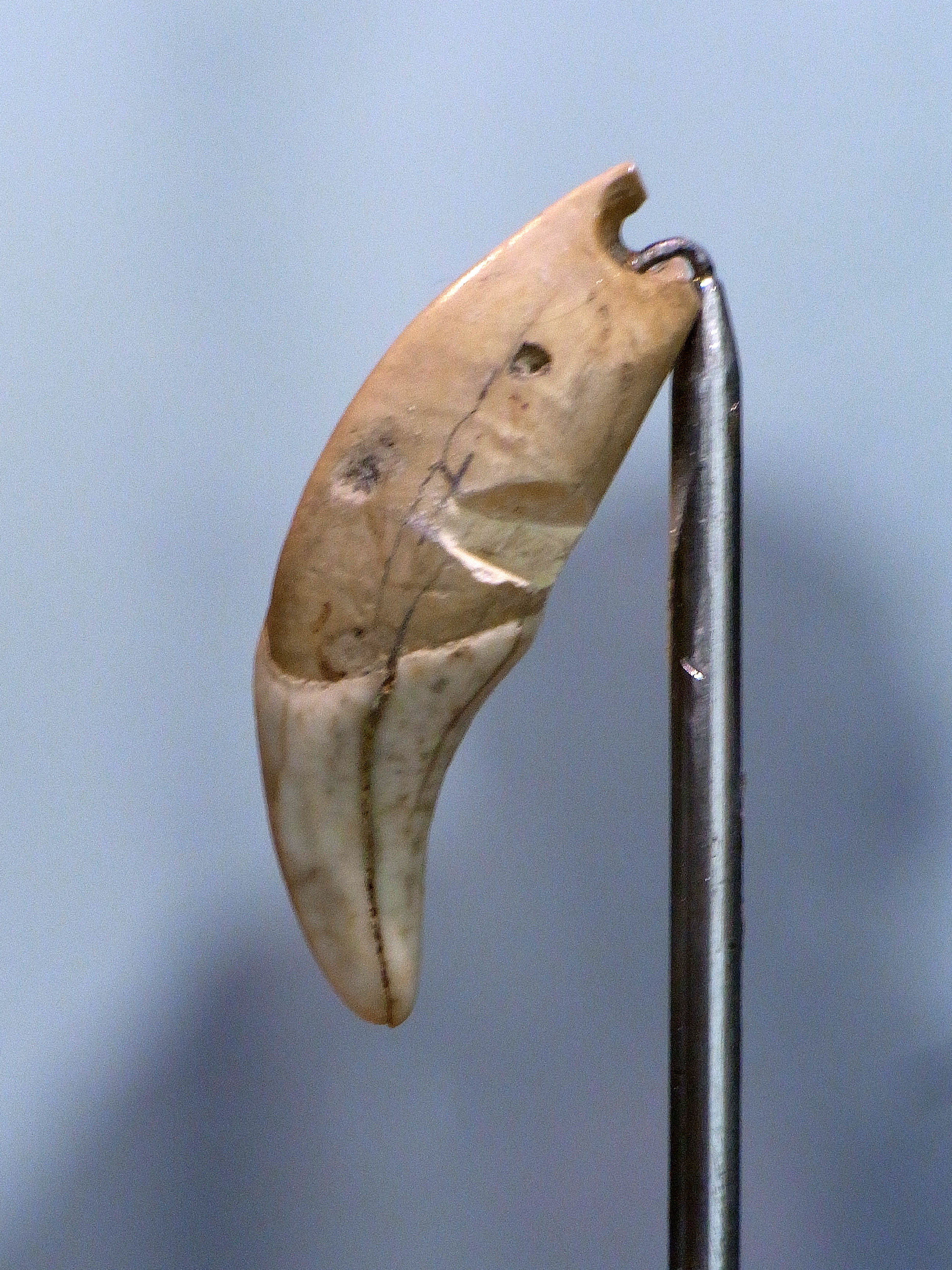
Durchlochter Eckzahn eines Wolfes oder Hundes, entdeckt in Rüthen-Kallenhardt, Hohler Stein. Der einstige Bestandteil eines Schmuckstückes ließ sich auf die Zeit zwischen 10.800 und 9.600 v. Chr. datieren und befindet sich heute im Archäologiemuseum Herne

2,5 km südwestlich von Kallenhardt befindet sich am linken Ufer des südwärts verlaufenden Lörmecke-Bachs eine 40 m lange Kuppe mit einer Höhlung, dem „Hohlen Stein“. Dieser gilt neben dem Kartstein in der Nordeifel und Remouchamps in den belgischen Ardennen als wichtigster Fundplatz der Ahrensburger Kultur im  nördlichen  Mittelgebirgsraum.  Neben wenigen Artefakten aus der Mittelsteinzeit fanden sich vor allem Überreste aus der Zeit um 10.000 v. Chr., die der besagten Kultur zugeordnet werden, einer Kultur von Rentierjägern in einer Phase wiederkehrender Kälte. Rentierherden zogen durch das Tal des besagten Baches, was sich an zahlreichen Zähnen ablesen lässt. Im westfälischen Bergland kamen die Jungtiere zur Welt. Die durchziehenden Herden wurden an der Engstelle unterhalb des „Hohlen Steins“ von Menschen mit Pfeil und Bogen bejagt, die Knochen der Beutetiere weisen Schnittspuren und Hinweise auf die Gewinnung von Knochenmark auf.

### Römer, Germanen, Frühmittelalter (1. bis 8. Jahrhundert)
Im Ortsteil Kneblinghausen entstand um die Zeitenwende, vielleicht auch gegen Ende des 1. Jahrhunderts ein Römerlager, das 1901 entdeckt wurde. Seither wurden dort mehrere Grabungen durchgeführt. Das erste Lager maß etwa 450 × 245 m, in einer zweiten Bauphase verkürzte man den Bau im Osten um ungefähr 130 m. Vermutlich wurde eine ältere germanische Siedlung durch den Bau des Lagers zerstört, vielleicht imitierten die Germanen aber auch römische Befestigungstechnik. Innerhalb des Lagers herrscht Fundleere.
Das Gebiet der heutigen Stadt Rüthen lag im Grenzgebiet zwischen den Cheruskern im Osten, den Marsen im Süden und den Brukterern im Norden. Im 3. und 4. Jahrhundert sickerten auch Franken in das obere Möhnegebiet ein, wie Scherbenfunde belegen. Zwischen 600 und 700 dominierten die Sachsen. Die  etwa vier Hektar umfassende Befestigung auf den Schafsköppen an der Glenne dürfte aus dieser Zeit stammen.
Das Frankenreich unter Karl dem Großen eroberte Sachsen, und der an Rüthen vorbeiführende Haarweg wurde Königsweg (via regia) genannt. Bodenfunde belegen, dass die meisten geschlossenen Dorfsiedlungen an denselben Stellen entstanden, wo sie sich noch heute befinden. Vermutlich war Altenrüthen, das frühere Rüthen (Ruden), von Beginn an die bedeutendste Siedlung. Die Ansiedlung wird erstmals im 2. Drittel des 12. Jahrhunderts in den Urbaren der Abtei Werden und in den Corveyer Traditionen aufgeführt. Altenrüthen ist die älteste Pfarre in diesem Gebiet und war sehr wahrscheinlich schon in karolingischer Zeit Gau- und Marktkirche für den Raum Kallenhardt, Warstein, Belecke, Drewer, Effeln, Langenstraße, Meiste. Die  Pfarrkirche in Altenrüthen wurde zwar erst in den Jahren 1664 bis 1667 erbaut, doch stammt ihr Turm aus der Zeit um 1000, wie eine Inschrift besagt. Der mit dem Neubau beauftragte Architekt Nikolaus Tendel wies nach, dass die alte Kirche durch Umbau eines sächsischen Edelsitzes geschaffen worden war. Unter dem Turm der Pfarrkirche wurden 1664 auch Reste eines Opferaltars gefunden, so dass angenommen wurde, dass die Kirche über einer heidnischen Opferstätte errichtet worden war. So war diese Pfarre womöglich die Keimzelle der Christianisierung. Nach dem Kirchenhistoriker Beda hat der heilige Suitbert als erster den Brukterern gepredigt. Er soll auf dem 16 km entfernten Borberg bei Brilon um 700 die erste Kapelle errichtet haben.

### Hoch- und Spätmittelalter
Namensgeber der heutigen Stadt war das ca. zwei Kilometer westlich gelegene Dorf Altenrüthen, das bis 1200 Ruothino (varia) hieß. Die dortige Pfarrei St. Gervasius und Protasius ist die älteste im Umkreis und wurde in der ersten Hälfte des 9. Jahrhunderts als Stammpfarre von der Urpfarre Erwitte aus eingerichtet. Im Jahr 1072 übertrug Erzbischof Anno II. ihre Einkünfte an das neu gegründete Kloster Grafschaft. In Altenrüthen lag ein erzbischöflich kölnischer Haupthof. Diesen hatten die Herren von Rüdenberg zu Lehen.
Im Gebiet des heutigen Rüthen erwarben die Erzbischöfe von Köln ab 1180 als Herzöge von Westfalen zunächst umfangreiches Grundeigentum. Aber auch die Arnsberger Grafen hatten dort erheblichen Besitz.
Am 29. September 1200 wurde Rüthen durch den Kölner Erzbischof Adolf I., der als Herzog von Westfalen das Befestigungsrecht hatte, zur Stadt erhoben und danach kontinuierlich mit Mauern und Gräben befestigt. Offenbar wurde eine bereits vorhandene ältere Höfesiedlung der Grafen von Arnsberg in die Neugründung mit einbezogen. Die planmäßige neue kölnische Stadtanlage zeichnet sich noch heute durch den deutlich sichtbaren Unterschied zwischen dem unregelmäßigen Straßensystem um St. Nikolaus (mit der dort zu vermutenden Villikation) und den regelmäßig und parallel verlaufenden Straßen um St. Johannes (vermutlicher Gründungskern von 1200) ab. Neben dem ältesten schriftlich überlieferten Stadtrecht aus dem späten 13. Jahrhundert behielten aber zunächst die Grafen von Arnsberg nach der Gründung über einige Jahrzehnte noch eine Mitbeteiligung an den Stadteinkünften aus der älteren Höfesiedlung. Diese Privilegierung schwand aber gegen Ende des 13. Jahrhunderts.
Rüthen lag strategisch günstig über dem nördlichen Ufer der Möhne auf einem 38 ha großen Bergvorsprung. Die Gründung der Stadt gehörte zur expandierenden Territorialpolitik der Kölner Erzbischöfe, ihre Position in Westfalen nach der Übertragung des Titels eines Herzogs von Westfalen auszubauen. Die Stadt richtete sich strategisch gegen die Bischöfe von Paderborn, die Grafen von Arnsberg und die Edelherren von Büren. Gesichert werden sollte auch die Verbindung zur größten kölnischen Stadt Westfalens, Soest. Zudem sollte von der neuen Stadt aus insbesondere das Gebiet des Arnsberger Waldes vereinnahmt werden. Anfangs diente der Ort sogar bis in die zweite Hälfte des 13. Jahrhunderts als Sitz des Marschalls von Westfalen als Vertreter des Erzbischofs und war damit zeitweise das kölnische Machtzentrum in Westfalen. Der Stadt im Westen vorgelagert wurde daher Anfang des 13. Jahrhunderts eine großflächige Burganlage als Landesburg mit einer beträchtlichen Besatzung erbaut. Die Burgmannschaft bestand aus bis zu 12 Lehnsnehmern des Landesherrn. Bereits in der zweiten Hälfte des 14. Jahrhunderts spielte die Burg allerdings für die Erzbischöfe keine wichtige strategische Rolle mehr und verfiel. Auf ihrem Gelände entstand seit 1826 der neue Friedhof der Stadt.
Dem Stadtrecht Rüthens diente zunächst das Soester Stadtrecht als Vorbild; es wurde aber dann eigenständig erweitert. Es wurde von weiteren Städten wie Geseke, Hallenberg, Medebach, Werl, Warstein, Schmallenberg, Winterberg, Belecke und Kallenhardt übernommen. Die neue Stadt selbst zog Leute aus dem Umland an. Wohl noch vor 1300 sind die Bewohner der in der stadtnahen Feldmark gelegenen Dorfsiedlungen Haderinghausen, Schneringhusen, Wulmeringhusen und Bruerdinghusen in die neue Stadt gezogen. Ihre Landwirtschaft betrieben die umgesiedelten Neubürger nun weiter von Rüthen aus. Zum Einflussbereich der Stadt gehörten mindestens seit dem frühen 16. Jahrhundert auch drei Dörfer und drei einzeln gelegene Höfe. Ihre Bewohner fanden in Notzeiten als „Pfahlbürger“ (= Bürger minderen Rechts) Schutz in der Stadt, hatten als Gegenleistung aber eine Reihe festgelegter Hand- und Spanndienste für den Rüthener Magistrat zu leisten.

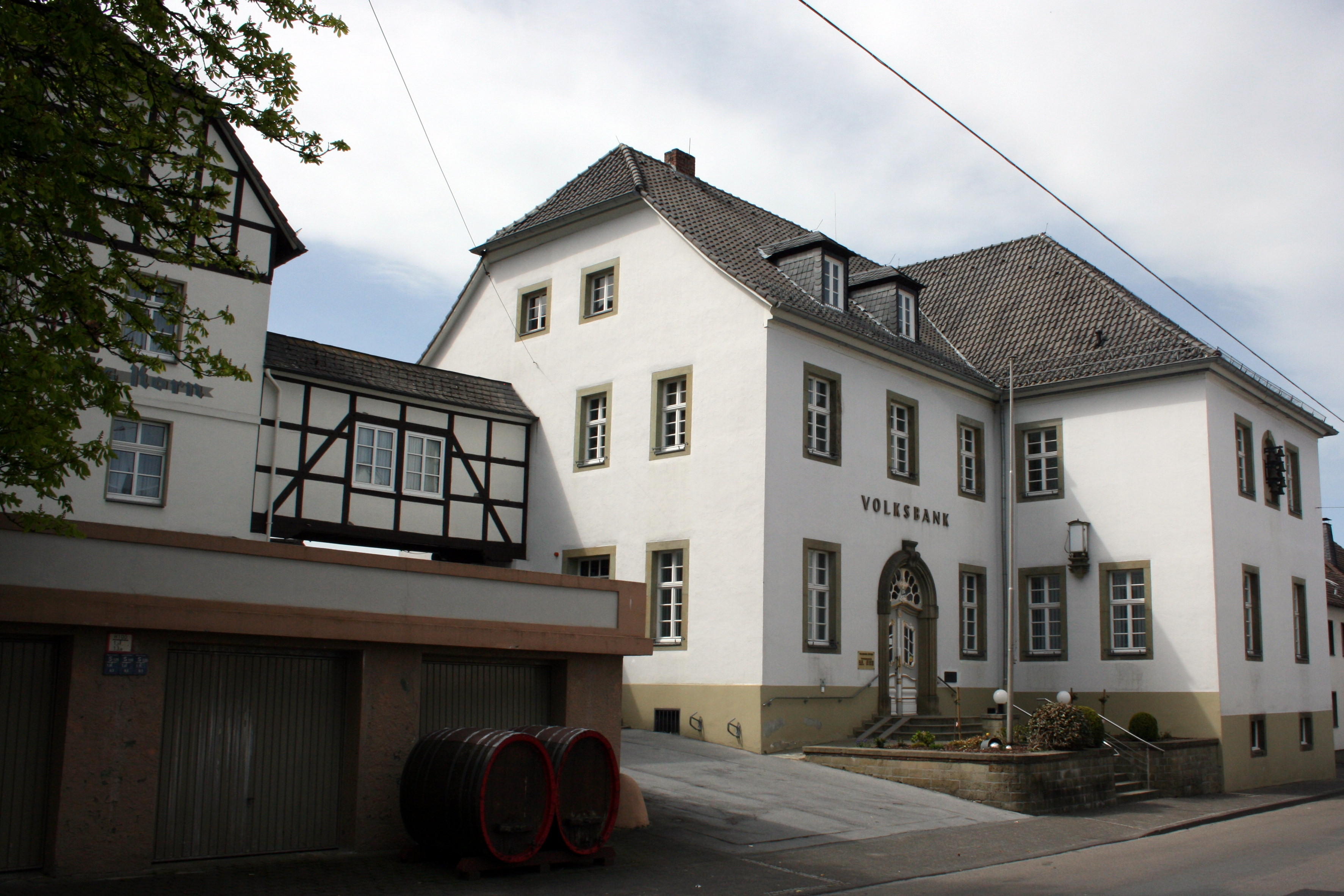
Ehemaliges Augustinerinnenkloster

Obwohl zunächst aus strategischen Gründen entstanden, profitierte der Ort selbst auch von der Lage zwischen Hellweg und Bergland. Dies ermöglichte bald die Ausbildung eines breit gefächerten wirtschaftlichen Lebens. Im Mittelpunkt standen die allgemeine Landwirtschaft sowie die Schafhaltung und Wollgewinnung. Rüthen entwickelte sich zu einem wichtigen Marktort für das östliche und südöstliche Westfalen bis in das nahe Hessen hinein. Der Handelsradius für die eigenen Güter war dagegen deutlich enger begrenzt. Ab 1469 war der Ort Mitglied der Hanse. Rüthen war Beistadt von Soest. Ihm selbst unterstanden als zugewandte Orte Warstein, Kallenhardt und Belecke. Für die aufstrebende Entwicklung spricht auch, dass es zwei Pfarreien (St. Johannes und St. Nikolaus) gab, die allerdings von nur einem Pfarrer verwaltet wurden. In der Stadt entstand seit 1420 ein Hospital, und außerhalb der Stadt wurde eine Unterkunft für Leprakranke errichtet. Ein Augustinerinnenkloster entstand um 1480. In den folgenden Jahrhunderten nahm die Bedeutung Rüthens allerdings deutlich ab. Bereits im späten 16. Jahrhundert schwächte sich der Außenhandel ab, und das in Zünften organisierte Handwerk hatte seit dem 17. Jahrhundert kaum Bedeutung über das Gogericht Rüthen als näheres Umfeld der Stadt hinaus.

### Neuzeit
Trotz der ökonomischen Stagnation führten die politische Stellung, die handwerklichen Strukturen und die relativ günstigen landwirtschaftlichen Bedingungen dazu, dass der Ort auch in der frühen Neuzeit zu den bedeutendsten Städten im Herzogtum Westfalen gehörte. Das Schatzungsregister von 1536 erbrachte ein Steueraufkommen von 250 Gulden. Dies war weniger als etwa Geseke und Werl aber deutlich mehr als in den anderen Städten. Arnsberg brachte es etwa nur auf 40 Gulden.
Die Macht hatte in Rüthen bis Ende des 16. Jahrhunderts eine kleine Gruppe von wohlhabenden Familien. Gegen diese entstand seit 1577 im Rahmen der landesweiten „Truchsessischen Wirren“ der sogenannte Bürgerstreit, der von der Klageschrift der örtlichen Schützenbruderschaft gegen den Magistrat ausging. Es ging unter anderem um die Mast- und Weidemöglichkeiten, die Waldnutzung und ähnliche Probleme. Der Rat wandte sich vergeblich an den Landesherren zur Beilegung des Konflikts. Schließlich kam es 1580 während der Ratswahl zu Unruhen und der Vertreibung der neugewählten Ratsherren durch die Masse der Bevölkerung. Daraufhin bemühte sich die landesherrliche Verwaltung intensiver um die Beilegung des Konflikts. Sie gipfelten 1584 in der Verleihung einer neuen Ratswahlordnung, die das Rotationsprinzip für den Bürgermeister und die Magistratsämter einführte.

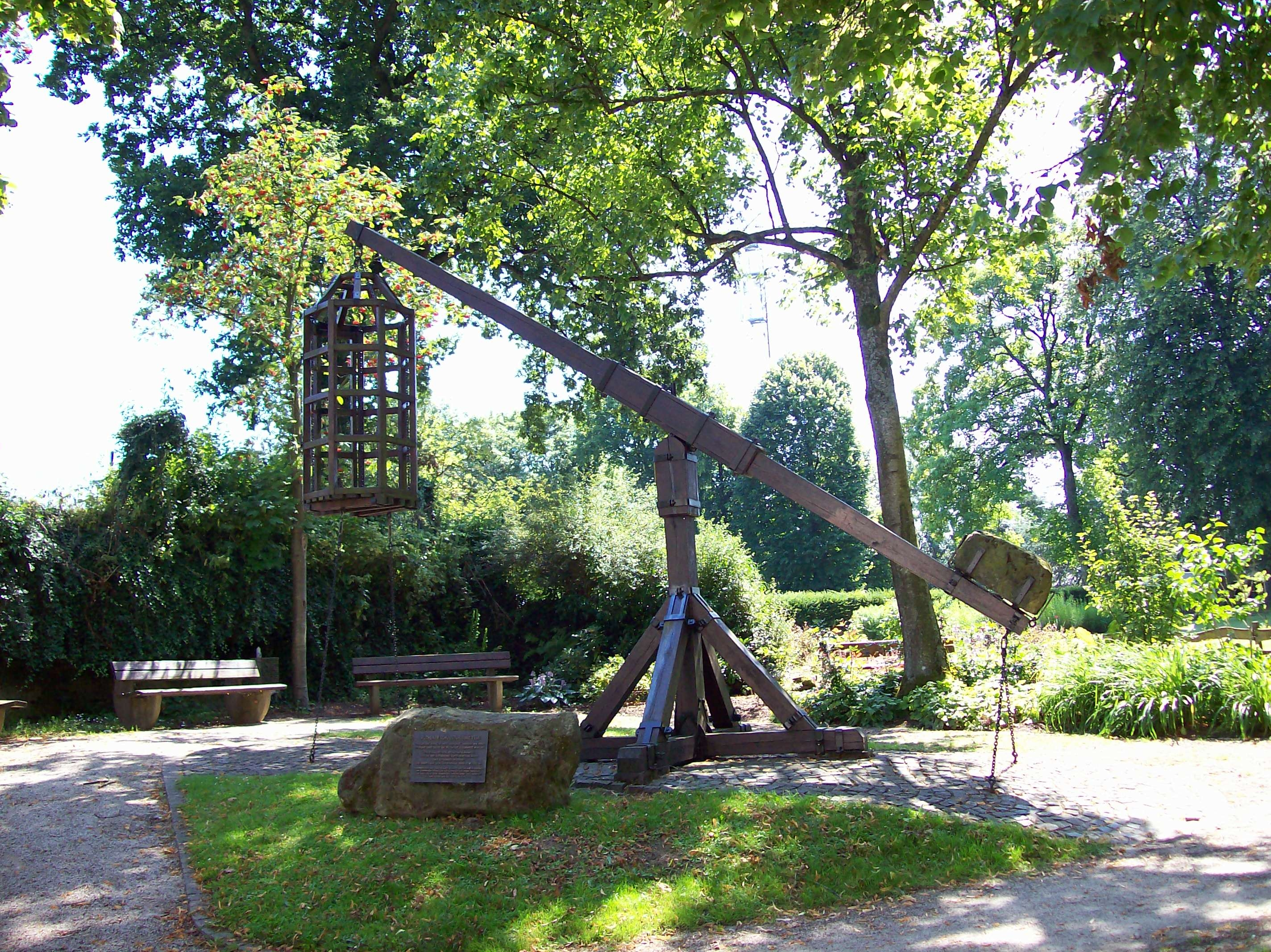
Schubstuhl

Auch gegen den Versuch des Landesherrn, seine Gerichtshoheit über die zur Stadt gehörenden Dörfer auszuweiten, kam es zu Konflikten. Sie endeten nach Anrufung des Offizialgerichts in Werl 1637 mit einem Erfolg Rüthens.
Wie zahlreiche andere Städte, so trafen auch Rüthen schwere Stadtbrände, wie etwa 1353 und 1470, dann aber auch 1630, 1654, 1739 und noch 1834. Das Erscheinungsbild der Stadt ist hiervon stark geprägt. Auch traf die Pest mehrfach die Stadt, so im Jahr 1350, dann wieder 1572 und 1598, besonders heftig aber 1625. Die Stadt verlor in diesem Jahr etwa ein Viertel ihrer Einwohner, so dass der Rat die jährliche Durchführung einer „Lobeprozession“ gelobte, die bis heute unter großer Anteilnahme der Bevölkerung und der politischen Repräsentanten stattfindet: „Im Jahre 1625 hat Gott eine furchtbare Pest-Epidemie über Rüthen kommen lassen. Dadurch wurden viele Menschen aus dem irdischen Jammertal an den Ort ewiger Ruhe versetzt. Um eine solche Strafe Gottes abzuwenden, haben sich der ehrbare Stadtrat und ein Gemeindeausschuß auf dem Rathaus zusammengesetzt, den Hl. Sebastian und den Hl. Fabian zu Schutzpatronen gewählt und gelobt, sie jedes Jahr durch eine Prozession von der Oberen Kirche (St. Nikolaus) zur Unteren Kirche (St. Johannes) und durch eine Armenspeisung vor dem Rathaus zu ehren. Nachdem sie dieses Gelöbnis abgelegt und das Versprochene feierlich erfüllt hatten, ließ die Pestepidemie plötzlich nach, und alle Erkrankten wurden wieder gesund.“

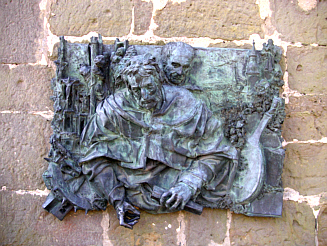
Rüthen Hexenturm, Bronzerelief von 1991 vom Bildhauer Bert Gerresheim, für Friedrich Spee und Pfarrer Michael Stappert

### Hexenprozesse
Wie auch andere Orte des kurkölnischen Herzogtums Westfalen und Mitteleuropas war die Stadt in der frühen Neuzeit Schauplatz von Hexenprozessen. Von 1573 bis 1664 wurden in der Stadt und im Gogericht Rüthen 104 Hexenprozesse durchgeführt. Dabei sind mindestens 167 Menschen hingerichtet worden. Nur einzelne Personen, wie etwa Freunnd Happen, Angeklagter während der Hexenverfolgungen in Rüthen, trotzten der Folter und schafften es, dem Schuldvorwurf zu widersprechen. Nach zwei Monaten Haft und dreimaliger schwerster Folter wurde Freunnd Happen am 23. September 1660 schließlich freigelassen.
An das Wirken von Gegnern der Hexenverfolgung erinnert am Hexenturm in Rüthen das Bronzerelief für Friedrich Spee und den Hirschberger Pfarrer Michael Stappert. Am 31. März 2011 beschloss die Stadtvertretung Rüthen eine sozialethische Rehabilitation aller im Bereich der heutigen Stadt Rüthen während des 16. und 17. Jahrhunderts im Rahmen der Hexenverfolgungen unschuldig verurteilten und hingerichteten Personen.

### 17. und 18. Jahrhundert

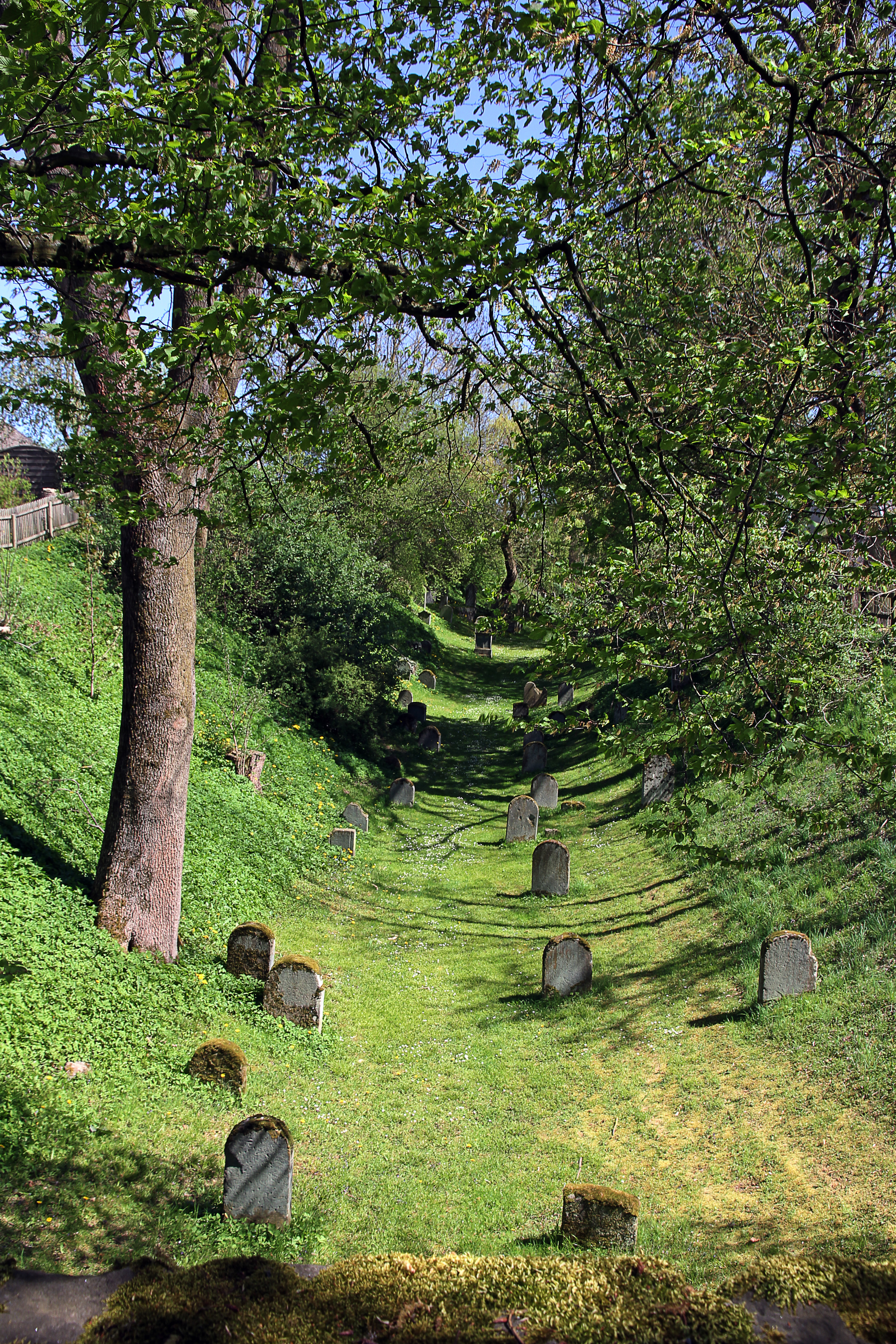
Der jüdische Friedhof befindet sich im einstigen Wallgraben.

Nach dem demographischen Rückgang durch den Dreißigjährigen Krieg, die Pest von 1625 und dem großen Stadtbrand von 1654 sind für Rüthen 1670 nur noch 270 Haushalte mit 1050 Bewohnern nachzuweisen. Man zählte zwar insgesamt 416 Hausstätten, von denen aber zu dieser Zeit 143 unbewohnt waren. Die Zahl der Einwohner stieg dann bis 1717 auf ca. 1200–1300 Einwohner in 359 Haushalten an. 1759 zählte man 1431 Einwohner, darunter 43 Juden und 427 Kinder unter 12 Jahren. Bis 1818 wuchs die Bevölkerung auf 1714 Personen und erreichte damit in etwa die Zahl vor dem Dreißigjährigen Krieg. In dieser Zeit hatte Rüthen etwa 400 Wohngebäude.
Rüthen entwickelte sich in der zweiten Hälfte des 17. Jahrhunderts zu einem Zentrum der Bauindustrie für Kirchen, Rathäuser, Schlösser und Klöster. Aufgrund des Rüthener Grünsandsteins ließen sich zahlreiche auswärtige Bild- und Steinhauer, Maurer sowie Maler und Holzschnitzer in Rüthen nieder, „das in dem Bauboom nach dem Dreißigjährigen Krieg durch die Sandsteinbrüche [geradezu] zu einem Eldorado“ für diese Berufsgruppen wurde. So beispielsweise auch der Steinhauer Bartolomeo Rabaliatti, Vater des berühmten Baumeisters Franz Wilhelm Rabaliatti. Er wanderte 1703 aus der Gegend von Ferrara zu, erwarb in Rüthen das Bürgerrecht und heiratete Elisabeth Hartmann. Im Herzogtum Westfalen wurde eine Vielzahl bekannter historischer Baudenkmale bis um 1750 aus dem Grünsandstein von Rüthener Handwerkern angefertigt und eine Reihe von Kirchen und Kapellen mit ihren künstlerischen Holz- und Malerarbeiten ausgestattet.

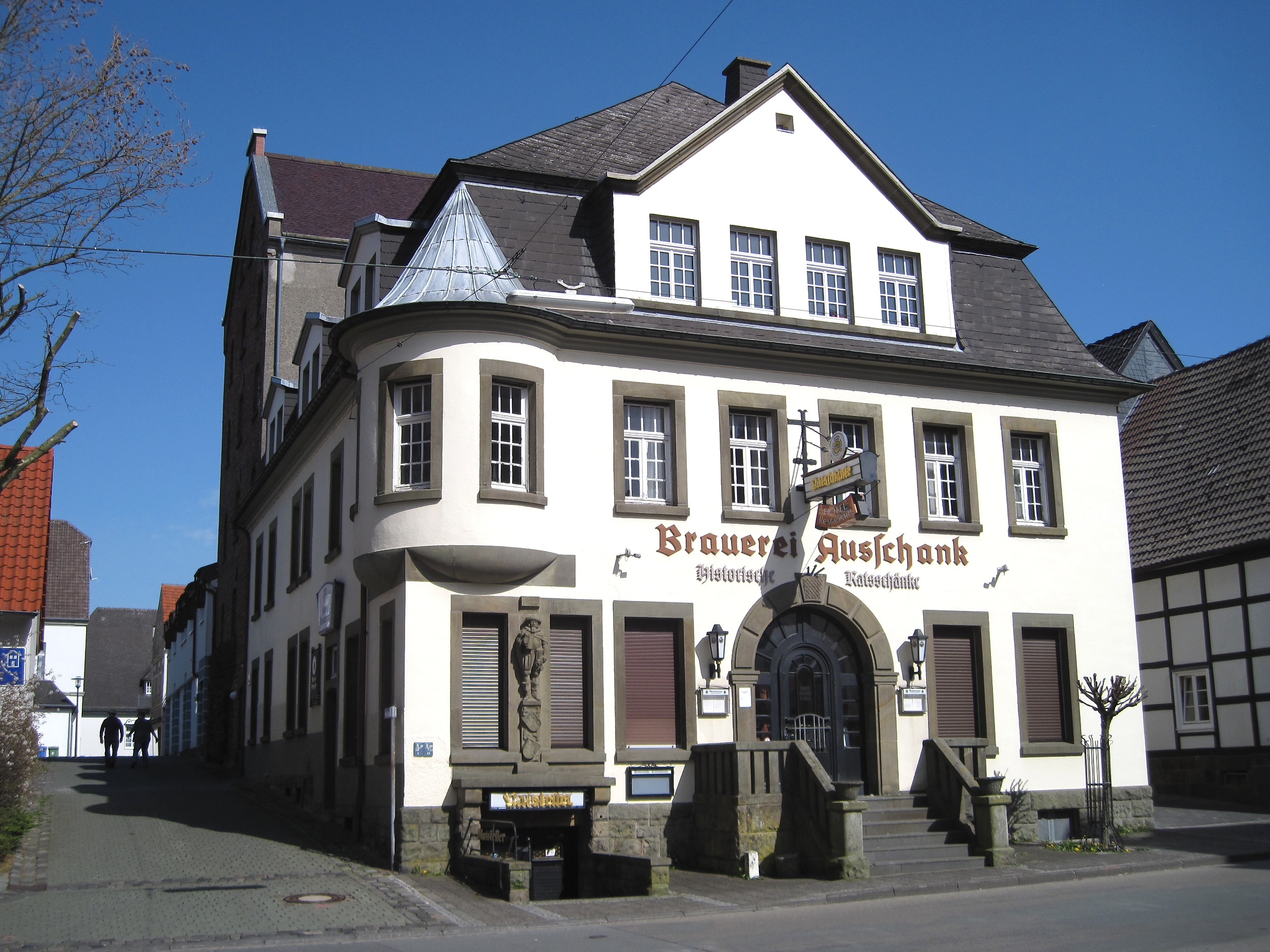
Historische Ratsschänke

Die Stadt hatte nur eine kleine wohlhabende Oberschicht (mehr als 5 Reichstaler Steuersumme), die 1759 ca. 7 % der Bevölkerung ausmachte. Die Mehrzahl der Stadtbewohner (89,9 %) zahlte zwar Steuern, aber das soziale Gefälle war hier groß. Immerhin fast die Hälfte der Einwohner lebte in kleinen Verhältnissen. Die Zahl der zum eigentlichen Armenhaushalt zählenden Bewohner war mit etwas mehr als 3 % dagegen sehr gering. Ein beträchtlicher Teil der Einwohner (42 %) lebte im 18. Jahrhundert vom Handwerk. Die Dienstleistungsberufe im weitesten Sinn kamen auf 11 %. Schwächer vertreten war der Handel mit 5 %.
Als besonders prekär darf die Lage der Bierbrauer eingeschätzt werden, die im 17. Jahrhundert viel experimentierten, da sie mit einer unzureichenden Wasserqualität zu kämpfen hatten und dementsprechend vom Rat der Stadt wegen unzureichender Qualität des Biers häufig mit Geldbußen belegt wurden, wie Ulrich Grun nachwies, während nämlicher Stadtrat zu festlichen Gelegenheiten gern Bier aus Paderborn oder gar aus Bayern importieren ließ und so die heimische Wirtschaft zudem selbst schwächte. Diese Problematik ließ sich offenbar auch in der Folgezeit nicht lösen. Noch in den Protokollen der Bürgerschützen von 1855 heißt es ganz offen: „Hinsichtlich des Bieres wurde, weil hier die erforderliche Qualität nicht zu haben ist, beschlossen, dasselbe von Brenken (zu Erpernburg) ... zu bestellen“.
In den verschiedenen Phasen des Dreißigjährigen Krieges wurde die Stadt von den Kriegsereignissen betroffen. Im Jahr 1644 z. B. marschierte der schwedische General Douglas nach der Eroberung von Obermarsberg nach Arnsberg auch über Rüthen. Dabei wurde die Stadt schwer geplündert. Im Jahr 1654 wurde ein Kapuzinerkloster gegründet. Eine schwere Epidemie der Roten Ruhr brach 1673 aus.
Die erste Normalschule zur Lehrerausbildung im Herzogtum Westfalen eröffnete Friedrich Adolf Sauer, der in Rüthen zum Pfarrer ernannt worden war und hier mit dem Schulreformer Melchior Ludolf Herold zusammentraf, 1795 in Rüthen im Gebäude des ehem. Ursulinenklosters (heute Volksbank).
1734 kam es zu Beschwerden der Bürgerschaft. Dabei warf man dem Magistrat unter anderem Steuerverschwendung vor. Die Vorwürfe wurden von der landesherrlichen Verwaltung untersucht, blieben jedoch für das alte Ratssystem folgenlos.
Überliefert ist, dass ein großer Stadtbrand vom 3. auf den 4. November 1739, der 119 Häuser zerstörte, auch das Tagebuch über den Dreißigjährigen Krieg des ehemaligen Bürgermeisters von Rüthen, Christoph Brandis, verloren gehen ließ, welches später ein Bürger beim Aufräumen im Schutt seines Kellers fand. Der damalige Bürgermeister von Rüthen, Dr. Wilthelm, kaufte es dem Bürger für 20 französische Gulden ab. Die ersten beiden Seiten waren in Teilen zerstört aber das Tagebuch blieb lesbar.
Nach 1790 wurden die funktionslos gewordenen Stadtmauern niedergelegt. Neben einigen Mauerresten blieben der Hexenturm und das Hachtor bestehen.

### 19. und 20. Jahrhundert
1803 kam die Stadt mit dem Herzogtum Westfalen durch den Reichsdeputationshauptschluss zur Landgrafschaft Hessen-Darmstadt und 1814 durch den Wiener Kongress zum Königreich Preußen.

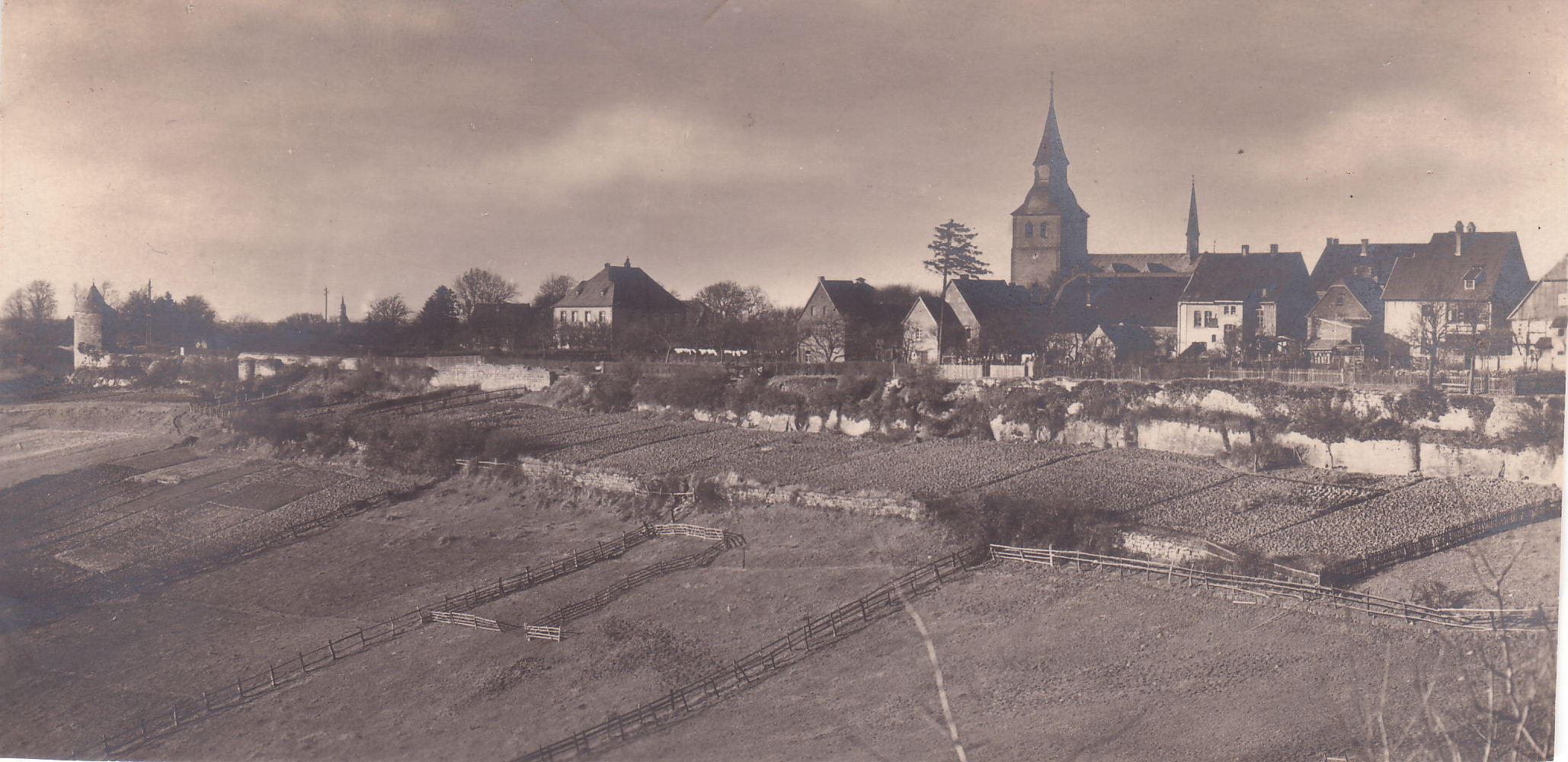
Rüthen um 1900, links am Bildrand der Hexenturm

Auch im 19. Jahrhundert bis weit ins 20. Jahrhundert hinein blieb Rüthen vorwiegend landwirtschaftlich geprägt. Um 1850 entstand das erste Haus außerhalb der alten Stadtbefestigung. Erst die Eisenbahnanbindung von 1898/99 ermöglichte eine Industrialisierung durch einige Sägewerke in Bahnhofsnähe und die Ausweitung des Grünsandsteinabbaus.
In Rüthen existierte von 1876 bis 1926 ein Lehrerseminar, das für die Innenstadt eine wirtschaftliche Belebung bewirkte.

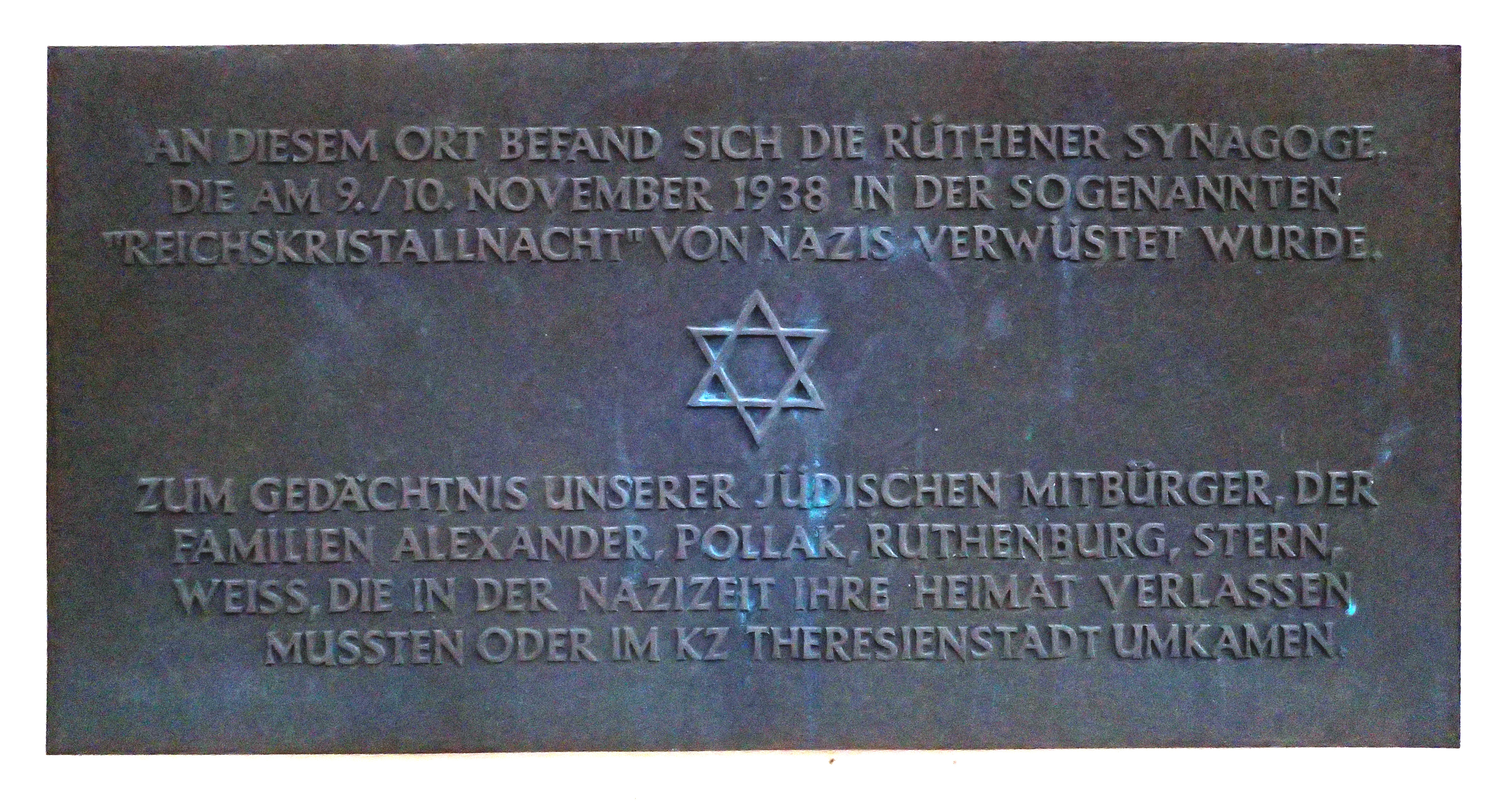
Tafel zur Erinnerung an die Zerstörung der Synagoge

Als eine in der ersten Hälfte des 20. Jahrhunderts noch fast rein katholische Stadt dominierte politisch die Zentrumspartei. Im Jahr 1924 stimmten noch 80 % der Wähler für das Zentrum. Noch bei der Reichstagswahl März 1933 kam die Partei auf 55 % der Stimmen. Allerdings kam die NSDAP auf 30,2 %. Dies war deutlich mehr als in anderen katholischen Regionen des Sauerlandes. Zu Beginn der Zeit des Nationalsozialismus wurden 1933 sechs Einwohner aus Rüthen im KZ Benninghausen inhaftiert. Die US-Army besetzte am 1. April 1945 Rüthen ohne größere Kämpfe. Am 6. April wurde mit Kallenhardt der südliche Bereich der Stadt besetzt.

### Eingemeindungen
Die Kommune entstand in ihrer heutigen Form im Zuge der Kommunalreform, die am 1. Januar 1975 in Kraft trat, aus den 15 selbstständigen Gemeinden Altenrüthen, Drewer, Hemmern, Hoinkhausen, Kallenhardt, Kellinghausen, Kneblinghausen, Langenstraße-Heddinghausen, Meiste, Menzel, Nettelstädt, Oestereiden, Rüthen, Weickede und Westereiden. Hinzu kamen kleine unbewohnte Gebietsteile der aufgelösten Gemeinden Effeln und Suttrop. Drewer trat ein 19 ha großes Gebiet mit damals 16 Einwohnern an die Stadt Warstein ab.

### Einwohnerentwicklung

Einwohnerentwicklung von Rüthen von 1819 bis 2017 nach nebenstehender Tabellen

Rüthen nach dem damaligen Gebietsstand
| Datum | Einwohner |
| ----- | --------- |
| 1819  | 1.739     |
| 1822  | 1.799     |
| 1825  | 1.823     |
| 1828  | 1.951     |
| 1831  | 1.899     |
| 1834  | 1.860     |
| 1837  | 1.863     |
| 1840  | 1.938     |

| Datum | Einwohner |
| ----- | --------- |
| 1843  | 2.040     |
| 1846  | 2.026     |
| 1849  | 2.006     |
| 1852  | 1.941     |
| 1855  | 1.896     |
| 1858  | 1.830     |
| 1861  | 1.899     |
| 1864  | 1.827     |

| Datum | Einwohner |
| ----- | --------- |
| 1867  | 1.794     |
| 1871  | 1.700     |
| 1875  | 1.652     |
| 1880  | 1.783     |
| 1885  | 1.723     |
| 1890  | 1.859     |
| 1895  | 2.018     |
| 1900  | 2.072     |

| Datum | Einwohner |
| ----- | --------- |
| 1905  | 2.218     |
| 1910  | 2.295     |
| 1939  | 2.622     |
| 1950  | 3.541     |
| 1961  | 4.160     |
| 1970  | 5.177     |
| 1974  | 5.353     |

Rüthen nach dem heutigen Gebietsstand
| Datum | Einwohner |
| ----- | --------- |
| 1961  | 09.726    |
| 1970  | 11.012    |
| 1974  | 11.363    |
| 1975  | 11.330    |
| 1976  | 11.240    |
| 1977  | 11.272    |
| 1978  | 11.294    |
| 1979  | 11.283    |
| 1980  | 11.232    |
| 1981  | 11.264    |

| Datum | Einwohner |
| ----- | --------- |
| 1982  | 11.208    |
| 1983  | 11.108    |
| 1984  | 10.963    |
| 1985  | 10.864    |
| 1986  | 10.805    |
| 1987  | 11.006    |
| 1988  | 10.946    |
| 1989  | 11.087    |
| 1990  | 11.253    |
| 1991  | 11.531    |

| Datum | Einwohner |
| ----- | --------- |
| 1992  | 11.517    |
| 1993  | 11.572    |
| 1994  | 11.608    |
| 1995  | 11.709    |
| 1996  | 11.743    |
| 1997  | 11.734    |
| 1998  | 11.685    |
| 1999  | 11.591    |
| 2000  | 11.500    |
| 2005  | 11.143    |

| Datum | Einwohner |
| ----- | --------- |
| 2006  | 11.019    |
| 2007  | 10.894    |
| 2008  | 10.785    |
| 2010  | 10.510    |
| 2012  | 10.448    |
| 2013  | 10.322    |
| 2014  | 10.350    |
| 2015  | 10.491    |
| 2017  | 10.905    |

mit allen Ortsteilen
Die Bevölkerungsdichte ist mit 66,3 Einwohnern pro km² vergleichsweise gering (Kreis Soest 229,1, NRW 523,4). Auch im Vergleich mit dem Durchschnitt der vergleichbaren Gemeinden in NRW (147,7) ist die Bevölkerungsdichte sehr gering.

### Religion

#### Christentum

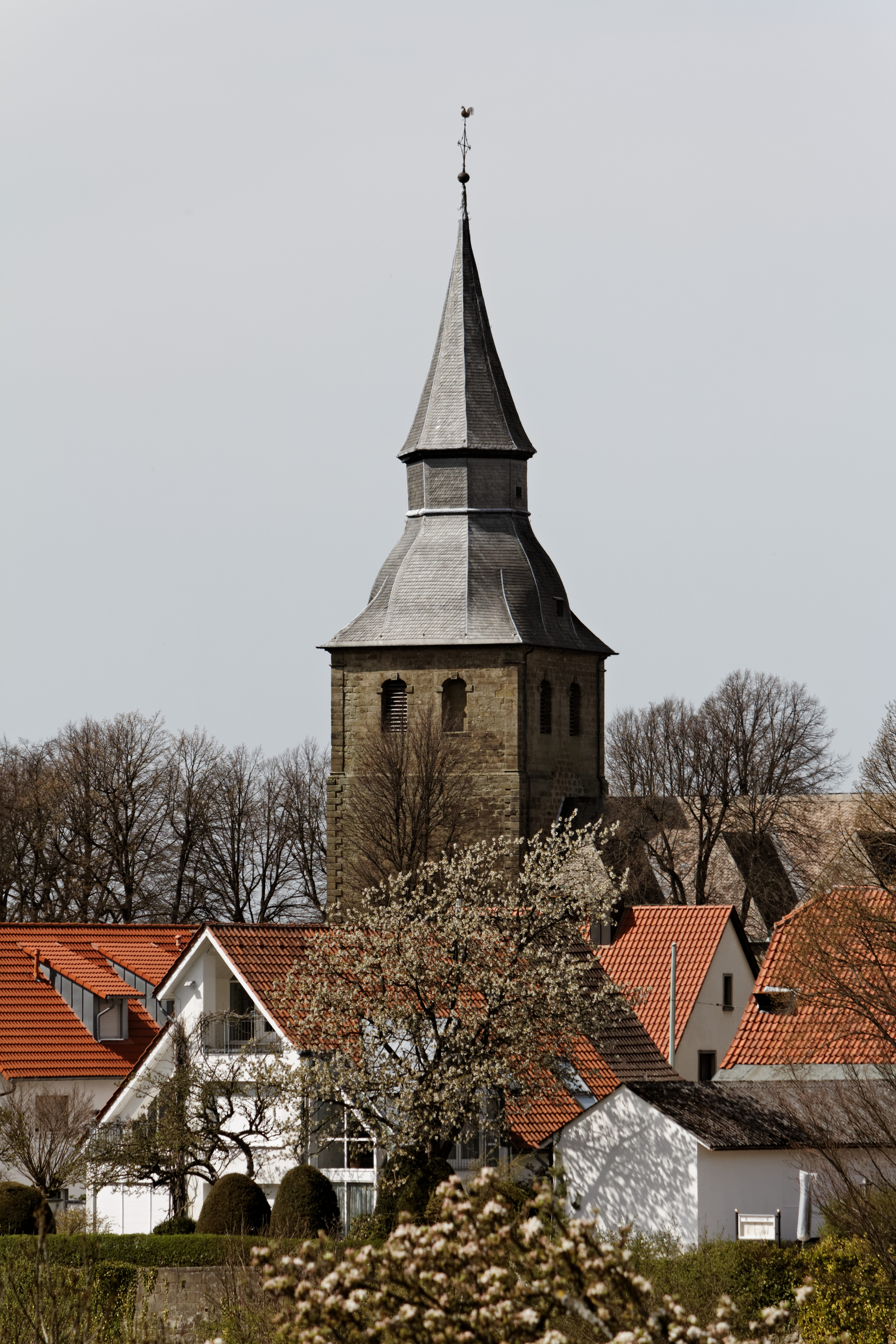
St. Johannes

Als Teil des ehemaligen Herzogtums Westfalen ist Rüthen traditionell katholisch geprägt. Die katholischen Kirchengemeinden haben sich zum Pastoralverbund Rüthen zusammengeschlossen. Dieser gehört dem Dekanat Rüthen-Lippstadt im Erzbistum Paderborn an. Insgesamt existieren elf katholische Kirchengebäude im Stadtgebiet.
Für die evangelischen Christen im Süden besteht der Pfarrbezirk Rüthen, der zur evangelischen Kirchengemeinde Warstein im Kirchenkreis Arnsberg gehört, mit zwei Kirchen. Die im Norden von Rüthen liegenden Ortschaften sind Teil des Pfarrbezirks Anröchte, der zur evangelischen Kirchengemeinde Erwitte im Kirchenkreis Soest zählt. Beide Kirchenkreise gehören zur Evangelischen Kirche von Westfalen.

#### Judentum
Für Rüthen gibt es vereinzelte Nachrichten über jüdisches Leben aus dem 13. und 15. Jahrhundert, ehe sich, seit 1587 dauerhaft nachweisbar, eine Gemeinde etablierte. Von ihr zeugt auch heute noch ein eindrucksvoller Begräbnisplatz im ehemaligen Stadtgraben, während die Synagoge 1938 von den Nationalsozialisten zerstört und die Gemeinde 1942 vernichtet wurde.

#### Konfessionsstatistik
Gemäß dem Zensus 2011 waren  72,0 % römisch-katholisch, 14,5 % der Einwohner evangelisch und 13,5 % waren konfessionslos, gehörten einer anderen Glaubensgemeinschaft an oder machten keine Angabe. Der Anteil der Protestanten und Katholiken an der Gesamtbevölkerung ist seitdem gesunken. Ende Dezember 2024 gehörten die Rüthener Bevölkerung zu 57,5 % der römisch-katholischen Kirche an, zu 11,6 % der evangelischen Landeskirche an und 30,9 % der Bevölkerung gehören einen anderen oder keiner Glaubensgemeinschaft an.

## Politik

### Stadtvertretung
Zusammensetzung der Stadtvertretung nach der Kommunalwahl vom 14. September 2020:
| Partei / Gruppierung                          | Sitze |
| --------------------------------------------- | ----- |
| Christlich Demokratische Union (CDU)          | 13    |
| Sozialdemokratische Partei Deutschlands (SPD) | 05    |
| BG (BürgerGemeinschaft)                       | 07    |
| Freie Demokratische Partei (FDP)              | 03    |

### Stadtspitze
Nach dem Zweiten Weltkrieg wurde mit der norddeutschen Ratsverfassung in Nordrhein-Westfalen eine Doppelspitze aus einem ehrenamtlichen Bürgermeister als Vorsitzender des Rates und Repräsentant der Stadt sowie einem hauptamtlichen Verwaltungschef (Stadtdirektor, Amtsdirektor) eingeführt. Seit den 1990er Jahren gilt eine modifizierte Form der süddeutschen Ratsverfassung in Nordrhein-Westfalen. Danach wurde die Doppelspitze aus Bürgermeister und Stadtdirektor abgeschafft. Die Position des Bürgermeisters wurde gestärkt. Dieser ist seither ein hauptamtlicher Wahlbeamter und gleichzeitig Vorsitzender der Stadtvertretung.

#### Bürgermeister vor 1945
- 1243 Gerlacus, magister consulum

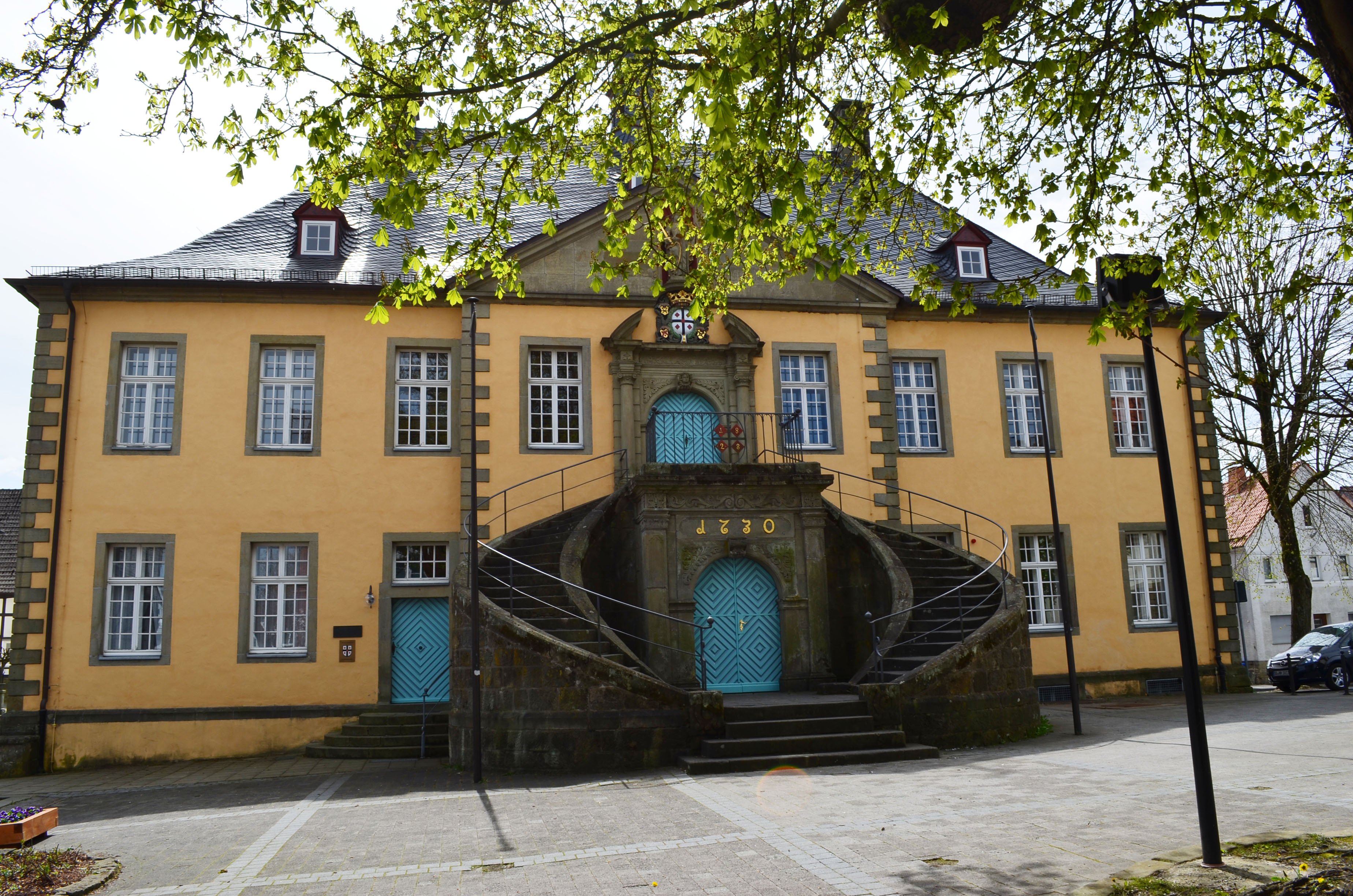
Altes Rathaus erbaut von Michael Spanner

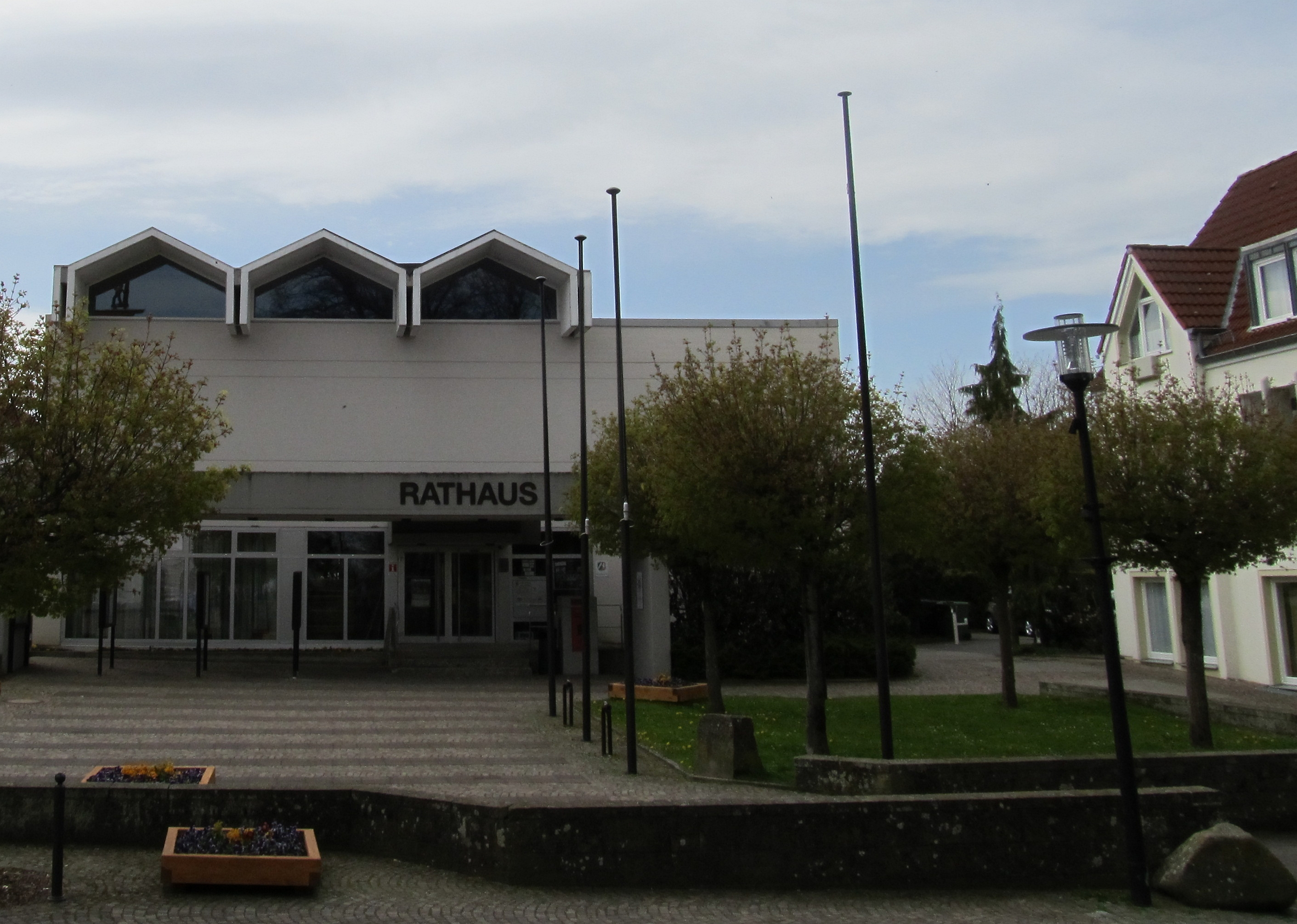
Neues Rathaus

Die Bürgermeister ab 1282 entstammen folgender Liste, die aus dem Werk von Bender über Rüthen entnommen ist:
- 1282 Vollandus de Langenstrut
- 1307 Godefridus de Ulde consul
- 1312 Gobelinus de Ulde proconsul
- 1315 Gobelinus Dobber proconsul
- 1322 Lutbertus de Anlagen proconsul
- 1330 Arnoldus de Bruwerdinchusen proconsul
- 1334 Dethmar de Bruninchusen proconsul
- 1338. Friedrich de Melderich und Gerhardus de Ruden proconsules und Gerhard. de Heddinghausen consul
- 1339 Rud. de Eyerdinghausen consul
- 1350 Fried. de Sassendorf consul
- 1355 Gerhardus de Yeschen und Georgius de Bruerdinghusen
- 1359 Gerh. de Yeischen
- 1372 Frider. Volquini proconsul
- 1377 Frid. Volquini de Nettelsteden proconsul – auch genannt Nölke Schutten Bürgermeister.
- 1385 Conrad Porboningh consul
- 1417 Rudol. Vollenspieth consul
- 1442 Erenfridus Droste consul
- 1444 Joannes vom Röde consul
- 1454 Gerh. de Calle Burgimagister
- 1458 Joh. de Eppen consul
- 1458 Hunolt Greve Borgermester
- 1464 Hunolt Greve Burgerm.
- 1474 Gobelinus de Calle consul
- 1490 Volpert Holtforste und Volpert Beverlinck Burgermeister
- 1503 Herbolde von Loen Brgm.
- 1506 Gert von Loen Burgermeister
- 1511 Joh. Ruberg Burgermeister
- 1518 Tilman Hartmans Burgermeister
- 1541 Joh. von Loen Burgermeister, Bern Kramer gnt. Hartmann Burgermeister
- um 1581 Weidemann Burgermeister
- 1583 Joh. Prangen Burgermeister
- 1584 Joh. Hartmann, Christ. Hartmann und Helmig von Loen Burgermeister
- 1590 Johann Kramer, Helwig, auch Henning von Loen Burgermeister
- 1602 Hermann Rechelmann Burgermeister
- um 1608 Florken
- 1608 und 1614. Dr. Conrad Koch Burgermeister
- 1611 Tonnis von Loen Burgermeister. auch genannt Henning Schlaun, Caspar von Loen, Jobst Bessen
- 1630 Conrad Röingh consul
- 1640 Joh. Schreiber Burgermeister
- 1652 und 1656 Christoph Brandis Burgermeister
- 1652 und öfter Conrad Röingh
- 1673 Johann Godfried von Loen
- 1683 Joh. Phil. Schlaun
- 1692 und 1704. Wern. Joach. Wickede, Johann von Loen † 1704, Johann Diedrich Wickede
- 1720 Hermann Hake et J.O. Wilthelm consuls
- 1727 Hermann Diedrich Vasbach Burgermeister
- 1730 Um diese Zeit: Wilhelm und Anton Tutel
- 1750 Franz Caspar Röingh
- 1763 Conrad Joseph Drosemeyer
- 1764 Theodor Anton Jaeger consul
- 1766 Thomas Canisius Burgermeister
- 1781 Franz Canisius Burgermeister
- 1780 Anton Joseph Graes Burgermeister
- 1783 Friedrich Mathias Canisius Bgmstr.
- 1790 Friedrich Ferdinand Graes consul regens; J.A. Offermanns proconsul
- 1790 Memering Bürgermeister
- 1793 Wilthelm Bürgermeister
- 1797 Offermann Bürgermeister
- 1806 J. Förstige und A. Möning Bürgermeister
- 1808 Caspar Anton Förstige, letzter Bürgermeister und erste Stadtschultheiß in hessischer Zeit
- 1822 Evertsbusch
- 1827 Rühl Bürgermeister
- 1838 Jungeblodt Bürgermeister

#### Bürgermeister nach 1945
- Johannes Krüper (1946–1948)[42]
- Josef Flormann (1948–1952)[42]
- Ewald Wenge (1952–1969)[42]
- Josef Kösters (1969–1979)[42]
- Rolf Gockel (1979–1999)[42]
- Rudolf Schieren (hauptamtlicher Bürgermeister 1999–2009)[42]
- Peter Josef Weiken (hauptamtlicher Bürgermeister seit 2009)[43]

#### Amts- und Stadtdirektoren
- Wilhelm Gipkens (Amtsbürgermeister 1945, Amtsdirektor 1946–1948)
- Heinrich Kersting (Amtsdirektor 1949)
- Franz Kooke (Amtsdirektor 1950–1974)
- Ewald Tiggemann (Amtsdirektor 1974, Stadtdirektor 1975–1979)
- Georg Voß (Stadtdirektor 1979–1991)
- Rudolf Schieren (Stadtdirektor 1991–1999)

### Wappen
Blasonierung:
In Silber ein durchgehendes schwarzes Kreuz, das im Schnittpunkt mit einer roten Raute belegt und von vier roten Rauten bewinkelt ist.
Beschreibung:
Die Darstellung des Wappens entspricht dem Gerichtssiegel von 1549. Das Kreuz ist das landesherrliche kurkölnische Kreuz. Die fünf Rauten sollen ein redendes Zeichen für den Ortsnamen (Rüthen=Rauten) sein. Die amtliche Genehmigung erfolgte am 28. Januar 1911.

### Städtepartnerschaften
Seit 1983 gibt es eine Städtepartnerschaft mit der ostenglischen Stadt Dereham (150 km nördlich von London), die dem Ort eine britische Telefonzelle schenkte, sowie seit dem 30. August 1991 eine Städtepartnerschaft mit der sachsen-anhaltischen Stadt Egeln (25 km südwestlich von Magdeburg).

## Kultur und Sehenswürdigkeiten

### Theater
Die Stadt verfügt über kein eigenes Theater. Theateraufführungen werden vom Theater Jodocus in Rüthen in der Trägerschaft des Kulturrings Rüthen durchgeführt. Aufgeführt werden modernes Kammertheater und Kabarett im Alten Rathaus und in der Alten Aula des Gymnasiums in Rüthen. Ferner gibt es noch die Theatergruppe Spectaculum des Friedrich-Spee-Gymnasiums Rüthen.
Außerdem gibt es auch Aufführungen von anderen Gruppen der öffentlichen Schulen.

### Museen

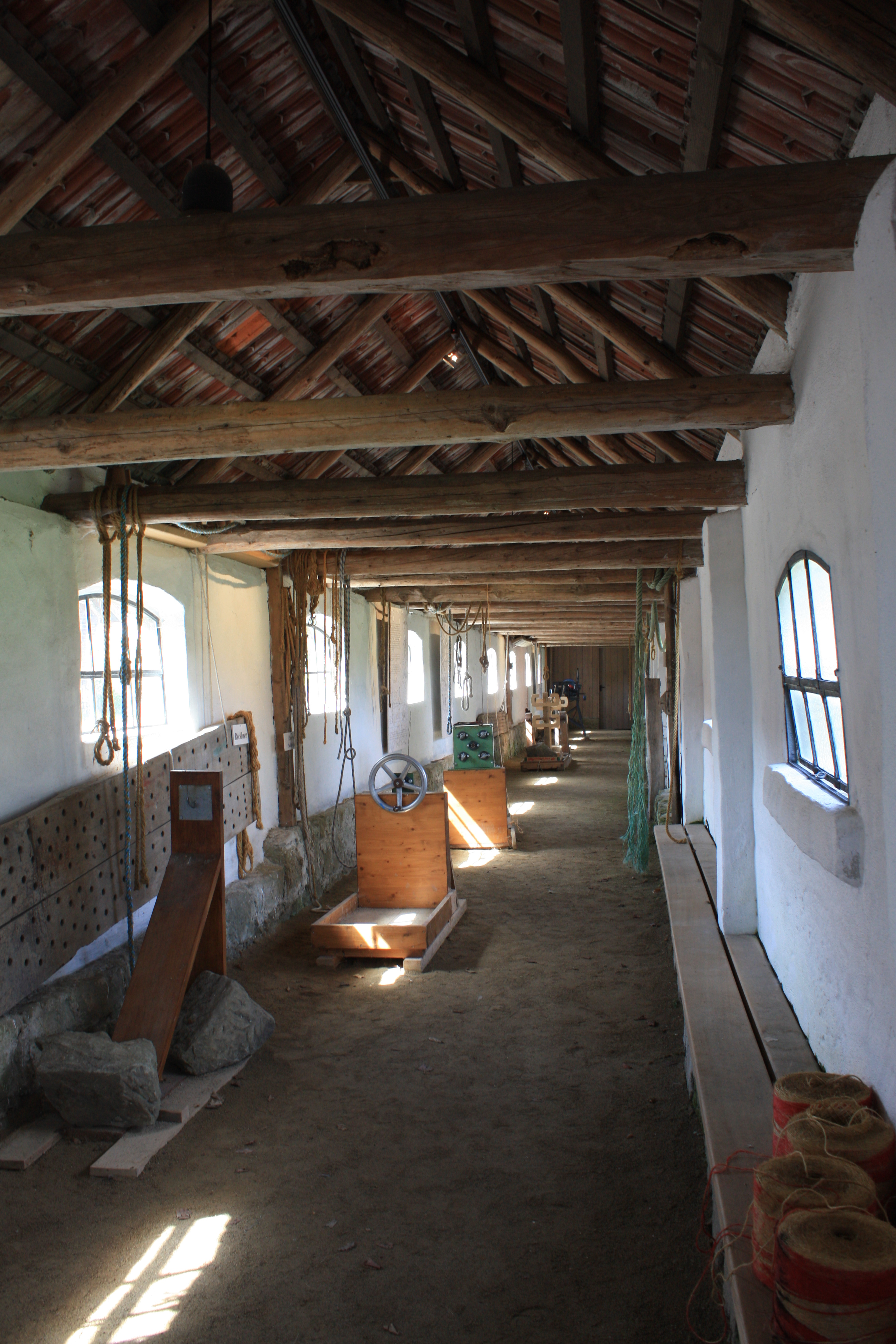
Blick in die Alte Seilerei

Die in einer ehemaligen Brauerei befindliche Rüthener Museumsstube zeigt seit 2005 auf 100 m² Ausstellungsfläche Objekte aus der Geschichte Rüthens. Ein Schwerpunkt des Museums ist die Fossilien- und Mineraliensammlung aus dem Rüthener Raum, ein weiterer Schwerpunkt ist der Ausbau der Elektrizität in Rüthen. Im Eingangsbereich werden wechselnde Sonderausstellungen gezeigt.
Im Gebäude der Alten Seilerei aus dem Jahr 1914 werden seit 2003 alte Werkzeuge und Geräte des Seilerhandwerks ausgestellt.

### Musik
Seit 1963 werden durch den Kammerchor Rüthen kirchliche und weltliche Musik dargeboten.
Die Bergstadt-Musikanten Rüthen können auf eine Geschichte von über 100 Jahren zurückblicken. 1992 wurde der Verein mit der Pro-Musica-Plakette ausgezeichnet. Zum Repertoire des Blasmusikorchesters gehören Marsch-, Tanz- und Kirchenmusik. Neben den Bergstadtmusikanten gibt es im Ortsteil Altenrüthen das 1901 gegründete Blasorchester Instrumentalverein Harmonie Altenrüthen. Im Ortsteil Kallenhardt spielt das Blas- und Tanzorchester Kallenhardt auf, das in der Geschichte bis in das Jahr 1829 zurückblicken kann. Zum Verein gehört auch ein Jugendorchester, in welchem man bis zum 25. Lebensjahr spielen kann.
Das Tambourkorps Rüthen wurden im Jahr 1878 gegründet. Anfangs bestand die Kapelle nur aus männlichen Musikern. 1970 trat erstmals ein eigener Jungspielmannszug auf. 1994 wurden erstmals Mädchen im Verein ausgebildet und gehören mit zum Tambourkorps Rüthen.

### Bauwerke

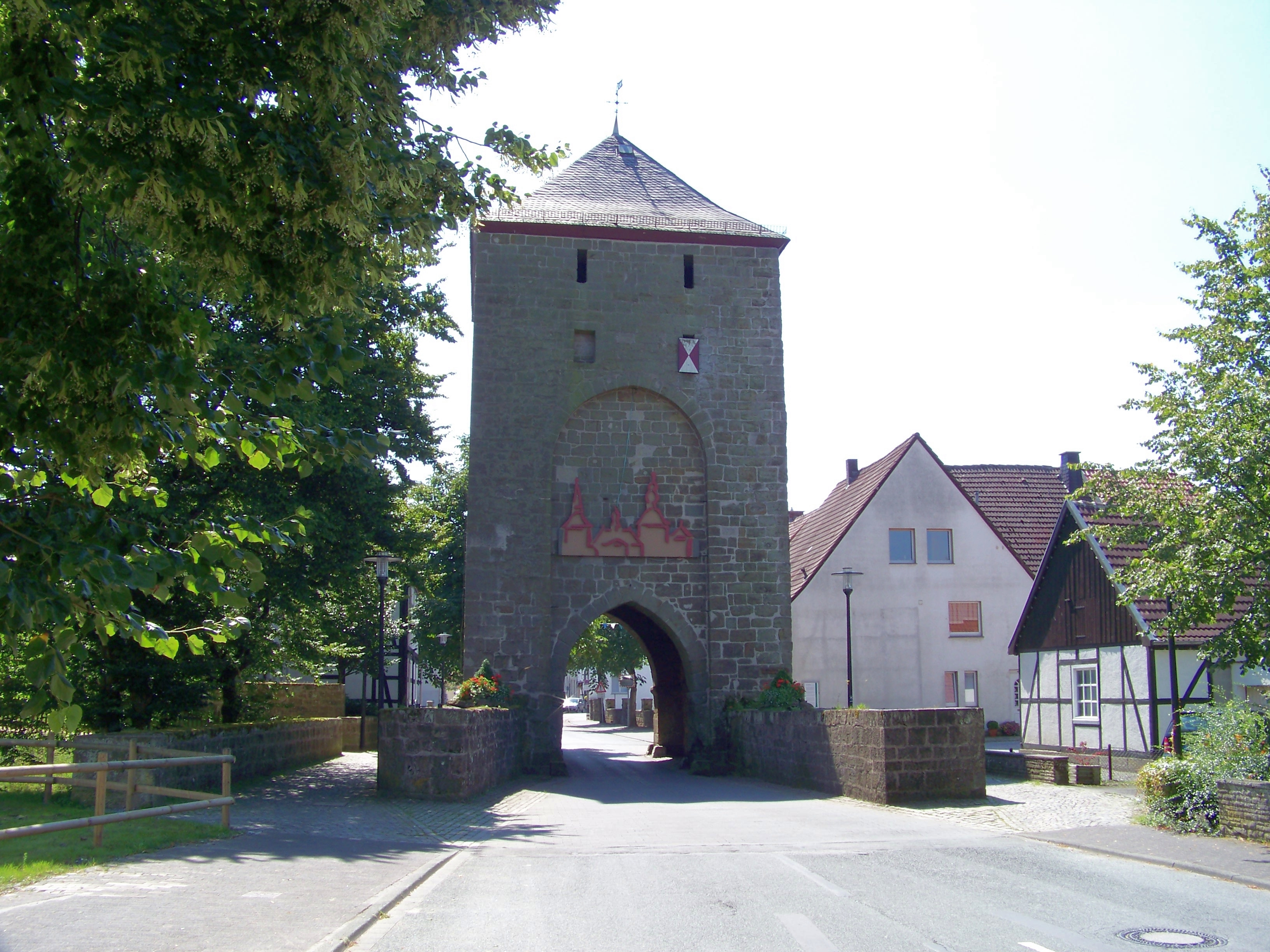
Hachtor

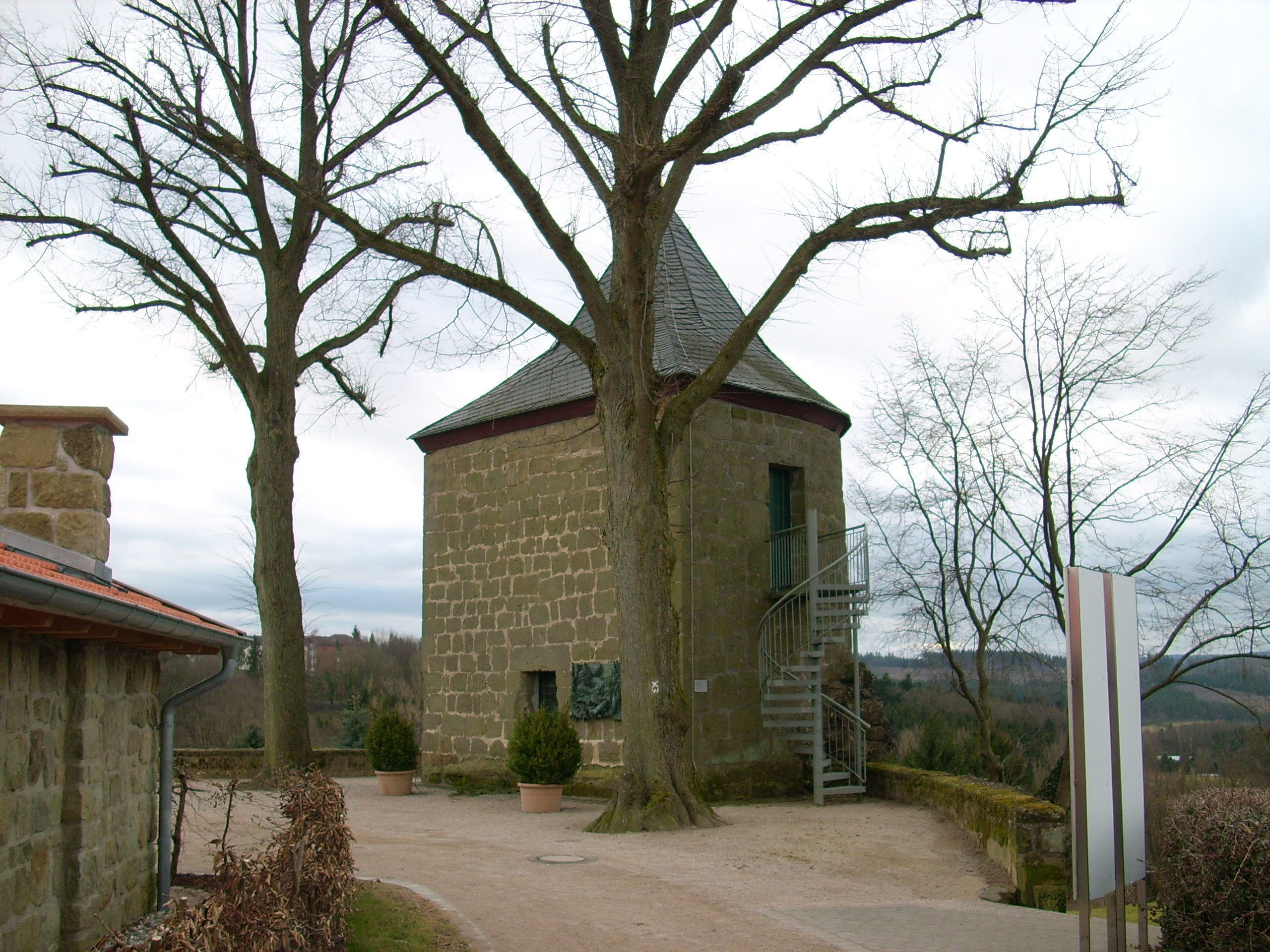
Hexenturm

Von der mittelalterlichen Stadtbefestigung blieben neben den umfangreichen Resten der im 14. Jahrhundert entstandenen Stadtmauer das Hachtor und der halbrunde Hexenturm erhalten. Das Hachtor (Hafttor) diente auch als Gefängnis. Die Stadtmauer bildet heute einen Rundweg um den historischen Stadtkern mit guten Aussichtsmöglichkeiten in das Umland. 1991 wurde am Hexenturm in einem Bronzerelief die Achte Glückseligpreisung der Verfolgten und Verleumdeten dargestellt durch Porträts des Jesuitenpaters Friedrich Spee und des aus Rüthen gebürtigen Hirschberger Pfarrers Michael Stappert (Michael Stapirius).
An der Hachtorstraße lag ursprünglich ein 1482 eingerichtetes Augustinerinnenkloster, das 1739 jedoch abbrannte. An derselben Stelle entstand 1749 ein Ursulinenkloster, das bereits 1772 wieder aufgelöst wurde. Das schlichte verputzte Barockgebäude wird heute von einer Bank genutzt.
Das Alte Rathaus ist ein 1730 bezeichneter Putzbau mit übergiebelten Mittelrisaliten, der sich durch eine große geschwungene Freitreppe auszeichnet. Das Gebäude wurde 1726–1730 nach Plänen des aus Erwitte stammenden Baumeisters Michael Spanner geschaffen, der auch das Abteigebäude in Liesborn, das Kloster Grafschaft und Haus Almerfeld errichtete.
Die zweijochige Hallenkirche St. Nikolaus mit quadratischem Westturm wurde wohl im dritten Viertel des 13. Jahrhunderts nach einem Brand errichtet. Der Turm erhielt 1712 den jetzigen Barockhelm. Im Inneren befindet sich ein aus Anröchte stammender Barockaltar, der 1771 von J.C. Haane geschaffen wurde. Die Seitenaltäre und die Kanzel von Paul Gladbach dürften um 1680 entstanden sein. Der südliche Altar ist 1730 bezeichnet.

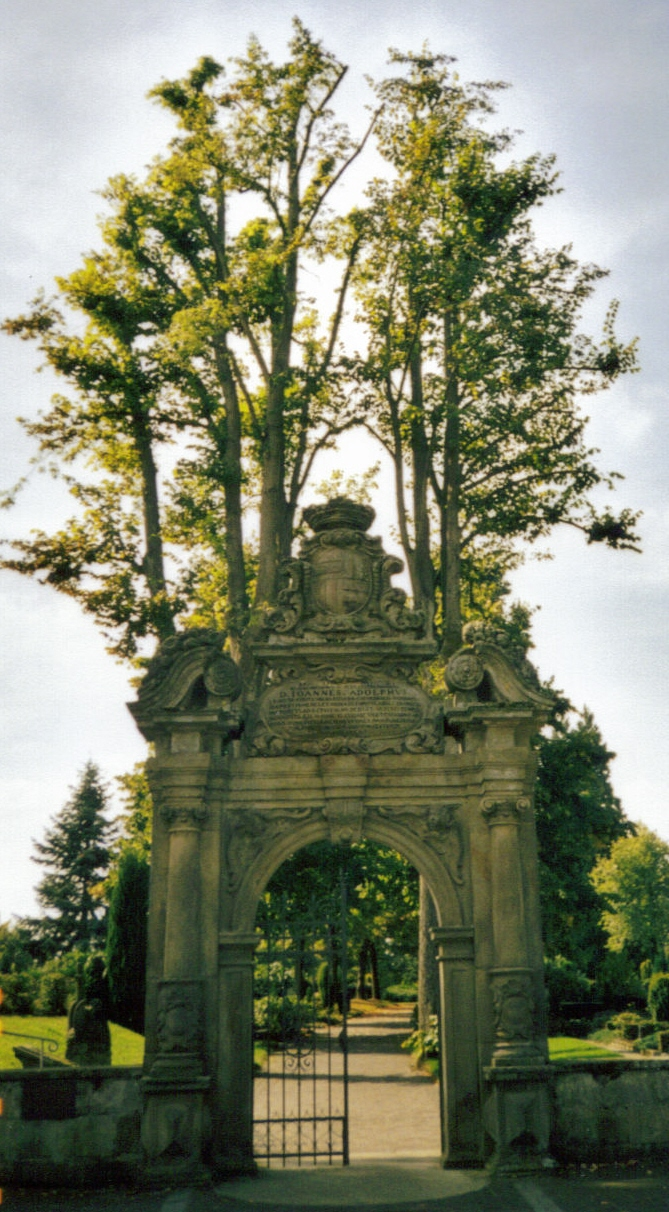
Rüthen, Friedhofsportal

Das neugotische Langhaus von St. Johannes der Täufer wurde 1871–1874 nach Plänen von Arnold Güldenpfennig erbaut. Der mächtige Westturm stammt von 1737. Im Inneren der dem Turm vorgelagerten Marienkapelle befindet sich eine „Maria vom Stein“ genannte Madonnenskulptur. Das Gnadenbild wurde gegen Ende des 19. Jahrhunderts überarbeitet.
Von dem Kapuzinerkloster ist ein dreiflügeliger Gebäudekomplex erhalten, der zwischen 1675 und 1804 Sitz des Kapuzinerordens war. Im Norden schloss sich die 1834 abgebrochene Klosterkirche an, von der sich lediglich das Eingangsportal erhalten hat. Es bildet heute den Eingang zum Rüthener Stadtfriedhof. Die gesamte Klosteranlage wurde nach Plänen des bekannten Ordensbaumeisters Ambrosius von Oelde errichtet. Von 1839 bis 1967 wurden die Klostergebäude als Land-, Stadt- und Amtsgericht genutzt. Nachdem sie viele Jahre leer gestanden hatten, wurden in ihnen 1996 schließlich 13 Mietwohnungen eingerichtet.
Sehenswert auch ist der jüdische Friedhof mit Grabsteinen aus dem 17. bis 20. Jahrhundert. Er wurde 1625 im ehemaligen Stadtgraben unmittelbar vor dem Hachtor errichtet. Der Friedhof gilt als die älteste jüdische Begräbnisstätte in Westfalen. Die Vorsitzenden der Rüthener jüdischen Gemeinde vereinbarten, wie Ulrich Grun nachgewiesen hat, mit dem Bürgermeister der Stadt gemäß dem Ratsprotokoll vom 8. Oktober 1625, „daß sie ihre Abgestorbenen hinkünftig ohne Behinderung in dem [Stadt-]Graben in der Nähe der alten Begräbnisstätte begraben und hinlegen können und mögen...“. In der Hochstraße befindet sich die ehemalige Synagoge der Stadt. Eine Gedenktafel weist auf das nach dem Krieg zum Wohn- und Geschäftshaus umgebaute Gebäude hin.
Am südlichen Rand der Kernstadt liegt an der Stadtmauer der 35,9 Meter hohe Wasserturm von Rüthen, der 1909 durch den Kasseler Ingenieur Leihhäuser in Ziegelbauweise errichtet wurde. Er verfügt über eine Aussichtsplattform, die für Besucher zugänglich ist.

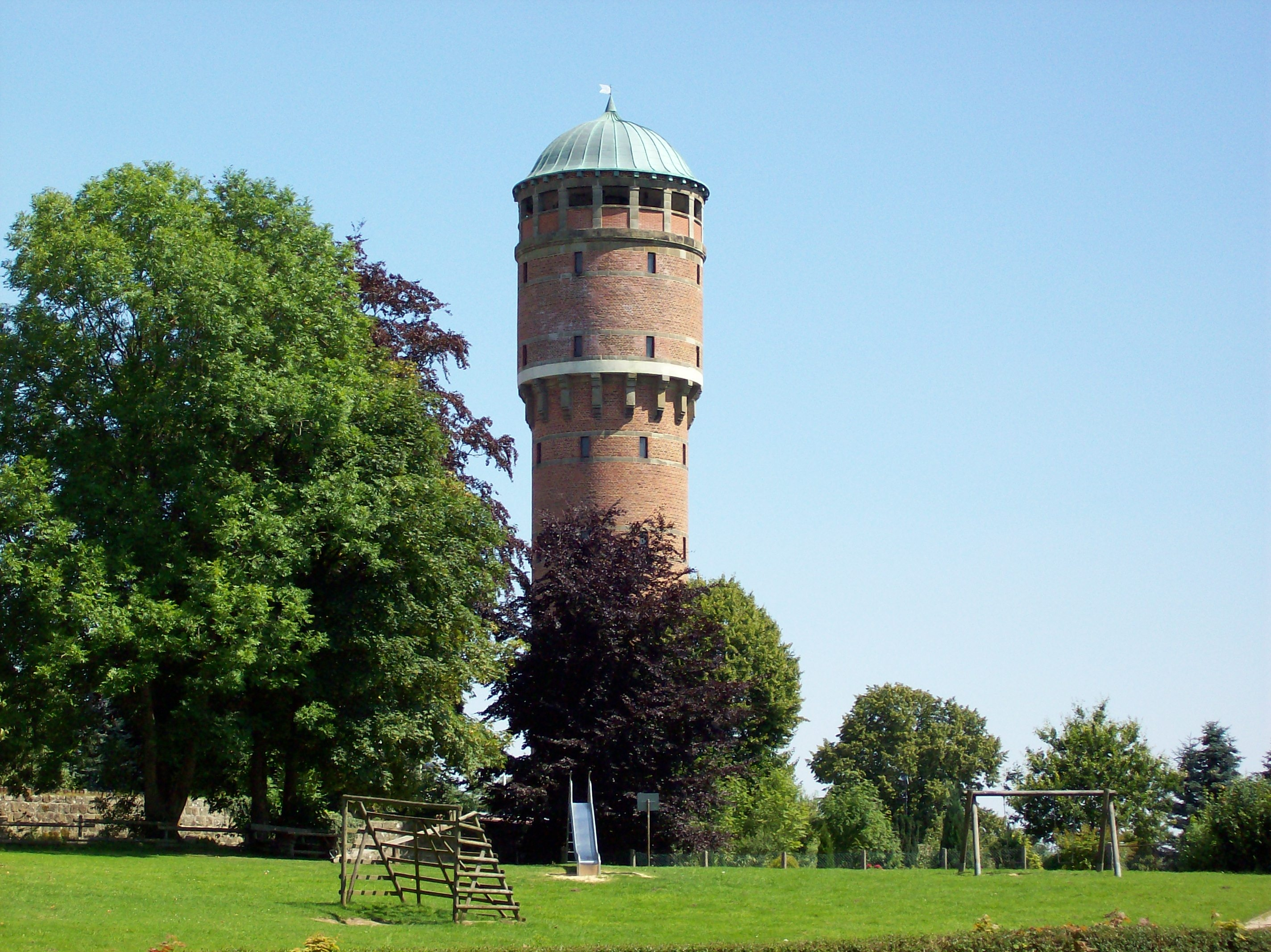
Wasserturm

Zudem gibt es in Rüthen mehrere sehenswerte Wohnbauten. Das zweigeschossige Fachwerk-Dielenhaus mit Speichergeschoss in der Hachtorstraße 20 (Haus Buuck) wurde 1609 errichtet. Das älteste erhaltene Haus der Stadt wurde vom Rüthener Forum für Stadtentwicklung e. V. aufwendig saniert. In ihm sind unter anderem ein Infozentrum und ein Stadtentwicklungsbüro untergebracht. Darüber hinaus dient es als Unterkunft für Radfahrer und Wanderer und als Mehrgenerationenhaus. Das Fachwerk-Dielenhaus mit Steinwerk in der Niedere Straße 6 ist von 1684 datiert. Das frühere Pförtnerhaus am Hachtor (Hachtorstraße 1) ging nach Aufgabe der Stadtbefestigung in Privatbesitz des Braumeisters Matthias Helle, der es 1835 an die Familie Ohrmann verkaufte. Im selben Jahr wurde es nach einem Brand neu erbaut. Ein privater Investor sanierte das Haus im Jahr 2010 grundlegend.
Im Ortsteil Kallenhardt beeindrucken das Schloss Körtlinghausen (1714), die katholische Kirche im Barockstil (1722) und das dortige Rathaus aus dem 14./15. Jahrhundert. Das Römerlager Kneblinghausen befindet sich im Ortsteil Kneblinghausen.

### Natur- und Landschaftsschutz

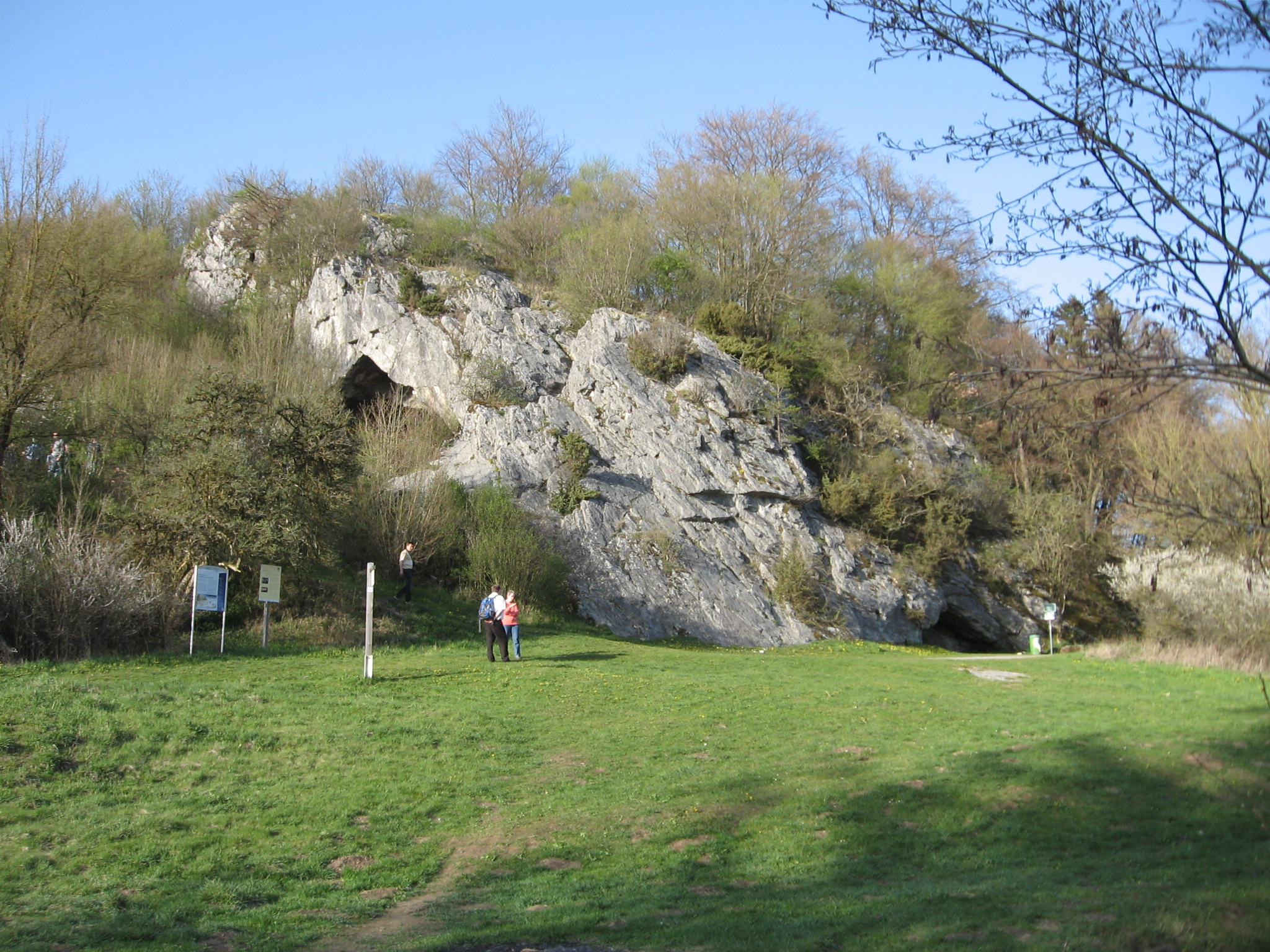
Höhle Hohler Stein im Naturschutzgebiet Lörmecketal

Der Süden des Stadtgebiets ist Teil des Naturparks Arnsberger Wald.
Weitere Teile des Stadtgebietes von Rüthen wie das Gebiet Ortsrandlagen bei Nettelstädt sind als Landschaftsschutzgebiete ausgewiesen. Rüthen hat ferner acht Gebiete, welche als Naturschutzgebiet (NSG) ausgewiesen wurden. Davon sind sechs sowohl als Naturschutzgebiet und als Europäisches Schutzgebiet (FFH-Gebiet) ausgewiesen worden. Drei der Naturschutzgebiete haben Teilflächen der Schutzgebiete in anderen Stadtgebieten. Es handelt sich um die Naturschutzgebiete Lörmecketal (265 ha, Teilgebiet im Stadtgebiet Warstein), Eringerfelder Wald-Süd (212,2 ha, Teilgebiet im Stadtgebiet Geseke), Möhnetal (154,7 ha), Aschenhütte und Bachsysteme der Romecke (39,7 ha), Kalkmagerrasen bei Rüthen-Meiste (6,3 ha), Höhle am Kattenstein (0,3 ha), Drewer Steinbrüche (9,7 ha, Teilgebiet im Stadtgebiet Warstein, kein FFH-Gebiet) und Hengelsbach (2,12 ha, kein FFH-Gebiet).
Im Naturschutzgebiet Lörmecketal südwestlich von Kallenhardt liegt die Höhle Hohler Stein, die archäologische Funde von der End-Altsteinzeit bis zur vorrömischen Eisenzeit erbracht hat. Im Stadtgebiet befinden sich einige gesetzlich geschützte Biotope und Naturdenkmale.
Neben anderen Vogelarten kommen in Rüthen die Großvogelarten Schwarzstorch, Uhu, Kolkrabe und Rotmilan vor.

### Sport

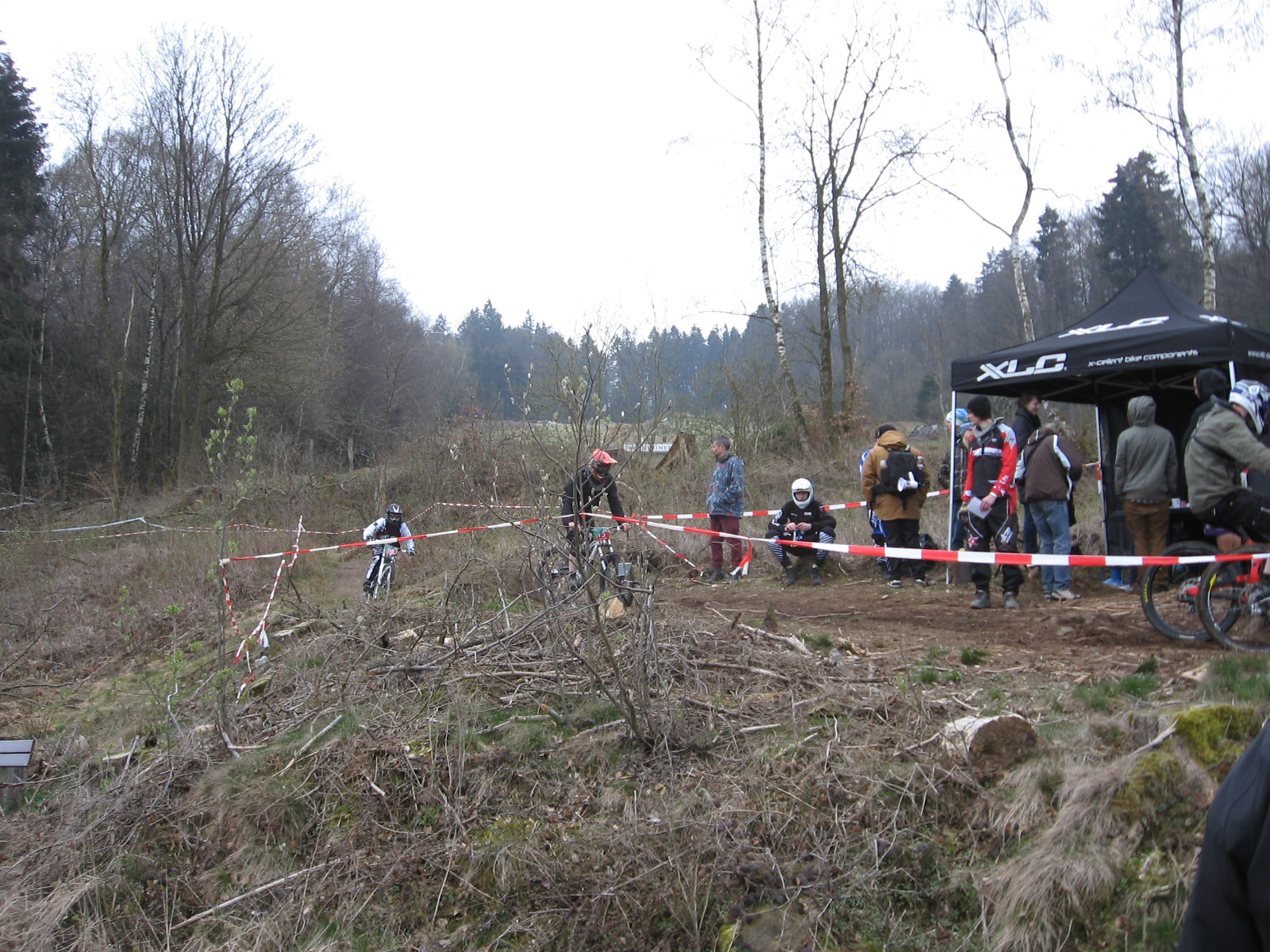
Bikepark bei Kallenhardt

Das Waldfreibad mit einer Riesenrutsche ist regional sehr beliebt. Weitere Sporteinrichtungen sind eine Kartbahn, Schießsportanlage, Tennisplätze, ein Lehrschwimmbecken und eine Reithalle. In der Kernstadt und in den Ortsteilen gibt es mehrere Sporthallen und -plätze. In Kallenhardt befindet sich ein Wintersportgebiet mit Skihang mit Schlepplift, eine Rodelbahn, eine Langlaufloipe und ein Bikepark.

### Regelmäßige Veranstaltungen
Auf ein „hagelvyre“ im Jahr 1350 geht die jährliche Lobeprozession zurück. In ihrer heutigen Form besteht sie seit dem Pestjahr 1625. Ebenfalls traditionsreich ist das Jahresfest der seit über 500 Jahren bestehenden Bürgerschützen oder der alljährliche Zunfttag der Schreiner und Zimmerleute am Patronatsfest, dem Josefstag (19. März). Karneval wird unter anderem mit einem Rosenmontagszug gefeiert.
In der Regel im September findet die Herbstkirmes mit Marienmarkt statt. Die Kirmes wird seit den 1930er Jahren von einer Vereinigung von Kaufleuten durchgeführt. 1957 taucht in einem Kassenbericht der Werbegemeinschaft der Name Marienmarkt auf. Jedoch ist ungeklärt, wie weit die historischen Wurzeln des Marktes zurückreichen. Die Stadt besaß bereits seit 1532 das Recht, zwei Jahrmärkte durchzuführen. Ob einer dieser Märkte oder einer der regelmäßigen Viehmärkte den Ursprung des Marienmarktes darstellen, ist ungewiss. Seit dem Jahr 2009 wird der Marienmarkt von der Stadt ausgerichtet.

## Wirtschaft und Infrastruktur
Wirtschaftlich wird Rüthen in der Gegenwart von mittelständischen Betrieben verschiedener Branchen geprägt. Die wichtigsten sind die Holz-, Metall-, Elektro- und Kunststoffindustrie. Ein wichtiger Wirtschaftsfaktor ist der Rüthener Wald als Rohstofflieferant für die Holzindustrie. Der Ort besitzt den drittgrößten Kommunalwald in NRW. Im Mittelalter hatte die Gewinnung und Verarbeitung von Rüthener Sandstein große wirtschaftliche Bedeutung für den Ort.
Im Jahr 2002 wurden in Rüthen 2352 sozialversicherungspflichtige Beschäftigte gezählt. Auf das verarbeitende Gewerbe entfielen 1383, es folgten Baugewerbe mit 272 und Dienstleistungen ohne Berücksichtigung der öffentlichen Verwaltungen mit 216 Beschäftigten.

### Verkehr
Straßenverkehr
Rüthen liegt nahe der  Bundesautobahn 44, hat jedoch keine eigene Ausfahrt. Nächstgelegene Ausfahrten sind Anröchte im Westen und Geseke im Osten. Von Brilon aus erreicht man Rüthen über die Bundesstraße 516, die das Stadtgebiet östlich von Belecke wieder verlässt. Die weitere Erschließung des Gemeindegebiets übernehmen Landes- und Kreisstraßen.
Öffentlicher Personennahverkehr

Liniennetz-Schema der Rüthener Stadt- und Regionalbusse

In Rüthen existieren folgende Buslinien:
- Regiobus R71 von Belecke über Drewer, Altenrüthen nach Rüthen, sonntags in den Sommermonaten als FahrradBus über Heidberg bis Brilon
- Regiobus R62 von Rüthen über Menzel, Oestereiden, Westereiden, Bökenförde nach Lippstadt
- Regiobus R77 von Rüthen über Kallenhardt nach Warstein
- 466 von Hemmern nach Büren (nur an Schultagen)
- 558 von Anröchte nach Oestereiden bzw. über Menzel nach Effeln (nur an Schultagen)
- 672 von Rüthen über Menzel nach Oestereiden (nur an Schultagen)
- 673 von Rüthen über Meiste nach Oestereiden
- Taxibus T71 von Rüthen nach Heidberg

Die Linien 558, R71 und T71 werden von der Regionalverkehr Ruhr-Lippe GmbH betrieben, die Konzession für die Linien R62, R77, 672 und 673 besitzt die Busverkehr Ruhr-Sieg, Betreiber der Linie 466 ist die BahnBus Hochstift.
Bahnverkehr
Der nächstgelegene IC-Bahnhof liegt in Lippstadt.
Rüthen liegt an der Möhnetalbahn Soest–Belecke–Brilon. Diese Strecke wird aber mittlerweile nicht mehr im Personenverkehr bedient. Sie ist zwischen Rüthen und Brilon Stadt stillgelegt und abgebaut. Auf dem Reststück zwischen Rüthen und Belecke führt die Westfälische Landes-Eisenbahn Bedarfsgüterverkehr durch.
Flugverkehr
Der Flughafen Paderborn/Lippstadt ist zirka 20 km entfernt.

### Medien

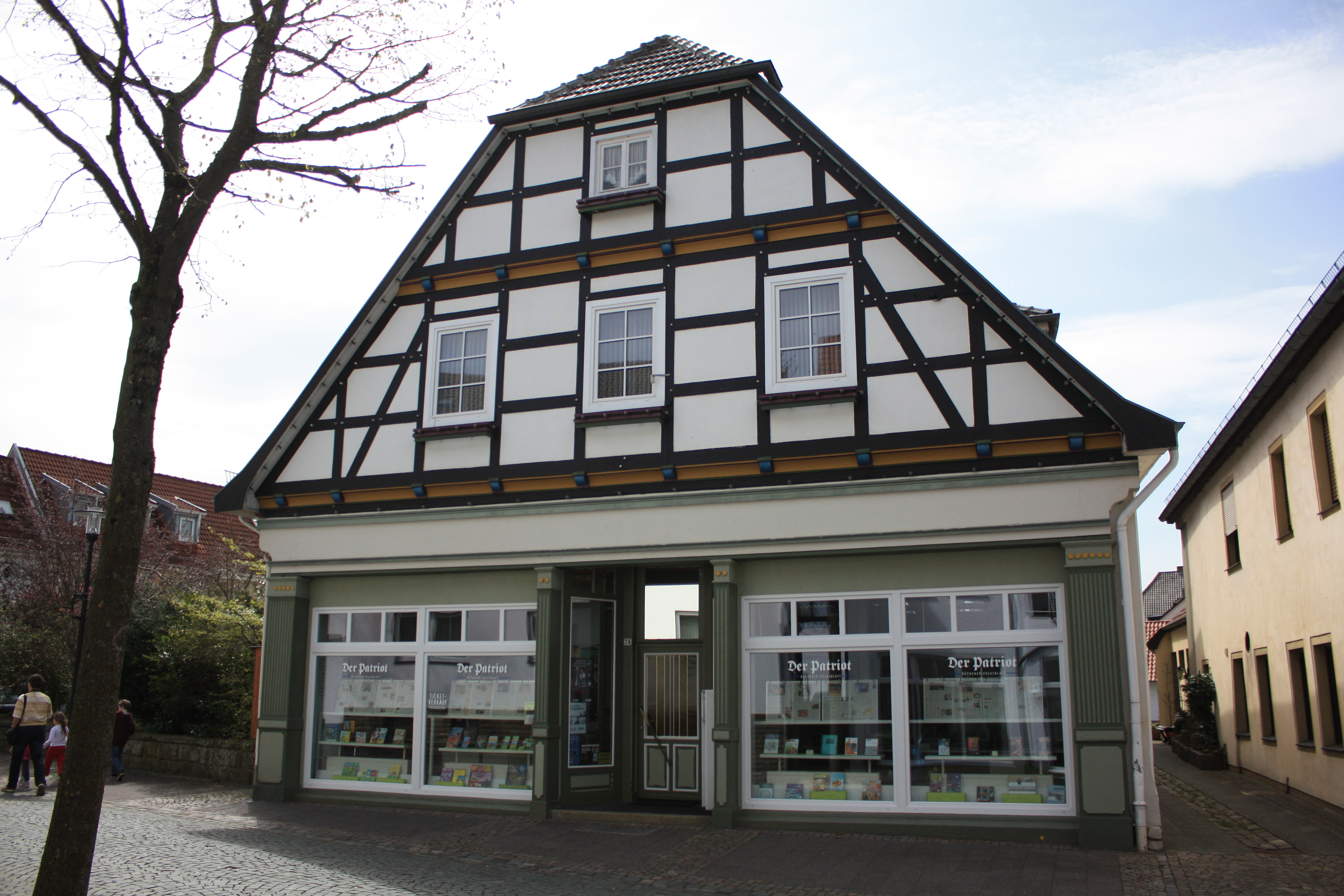
Der Patriot-Geschäftsstelle in der Hochstraße

Als regionale Tageszeitungen erscheinen in Rüthen „Der Patriot“, die „Westfalenpost“ und die „Westfälische Rundschau“. Im Übrigen wird im Stadtgebiet seit 1997 mittwochs der „Wochentip“ ausgetragen.
Der lokale Hörfunk für NRW wird im Bereich Rüthen durch den Sender Hellweg Radio ausgestrahlt.

### Öffentliche Einrichtungen
Die Bücherei der Stadt steht in Trägerschaft der katholischen Kirchengemeinde St. Johannes und Nikolaus Rüthen. Zwanzig ehrenamtliche Mitarbeiter ermöglichen den Zugriff auf etwa 5000 Medien.
Am 16. August 1958 wurde das von den Paderbornern Vinzentinerinnen geführte Haus Maria vom Stein als Krankenhaus und Erholungsheim des Ordens eröffnet. Wegen zu geringer Auslastung wurde das Haus zum 31. Dezember 2012 geschlossen, seitdem wird die stationäre Versorgung von den Krankenhäusern in Brilon, Erwitte, Lippstadt, Soest und Warstein übernommen. Von September 2014 bis März 2020 und erneut von Mai 2020 bis März 2021 war eine Zentrale Unterbringungseinrichtung im ehemaligen Krankenhaus untergebracht. Das Gebäude wird, mit zusätzlichen Neubauten, in einen „Generationenpark“ umgewandelt, es sollen ein stationäres Pflegeheim, eine Tagespflege, barrierefreie Wohnungen, ein Café und ein hausinternes Restaurant entstehen.  Die geplante Kindertagesstätte, als zweiter Standort der Katholischen Kindertagesstätte „St. Josef“, ist seit August 2021 in Betrieb.
Die Freiwillige Feuerwehr Rüthen gliedert sich in drei Löschzüge. Diese bestehen jeweils aus drei Löschgruppen und sind auf insgesamt sechs Standorte im Stadtgebiet verteilt. Einige Einheiten verfügen über Spezialfahrzeuge und Spezialgerät für unter anderem bei Unfällen mit Gefahrgut.

### Bildung
In Rüthen gibt es ein Gymnasium, das städtische Friedrich-Spee-Gymnasium. Im Jahr 2001 entwickelte eine Schülergruppe des Friedrich-Spee-Gymnasiums das PC-Spiel „Rüthen – The Game“, ein historisches Fantasy-Lernspiel mit zahlreichen Fakten zur Stadt und Stadtentwicklung, das aufwändig an allen bedeutenden Orten im Stadtgebiet mit einem Filmteam produziert wurde. Das Spiel wurde in größerem Rahmen lokal vertrieben und erhielt für seine spielerische Heranführung an die Stadtgeschichte eine Auszeichnung vom Friedrich-Spee-Gymnasium. 2011 initiierte die Klasse 8 mit einer Eingabe an den Rat der Stadt die Rehabilitation der Opfer der Hexenprozesse in Rüthen, die vom WDR-TV übertragen und von zahlreichen Kommunen aufgegriffen wurde.
Bis zum Ende des Schuljahres 2018/19 gab es in Rüthen die Maximilian-Kolbe-Schule, eine städtische Verbundschule mit Haupt- und Realschulzweig (Sekundarstufe I). Das Gebäude im Besitz der Stadt Rüthen wird nun weiter genutzt durch die im Jahre 2014 gegründete private Sekundarschule. 
In Rüthen gibt es zwei städtische Grundschulen. Die Nikolausgrundschule ist eine Gemeinschaftsgrundschule mit einer Offenen Ganztagsschule und liegt im Zentrum der Stadt. Diese Schule hat einen katholischen Teilstandort im Ortsteil Kallenhardt. Im Ortsteil Ostereiden befindet sich zudem die Luzia-Gemeinschaftsgrundschule.
Berufs- und Berufsfachschulen befinden sich in den Nachbarstädten Lippstadt und Soest. Das Bildungsangebot einer Volkshochschule wird durch die Volkshochschule Lippstadt abgedeckt. Die Musikerziehung in Rüthen erfolgt seit 1985, da es keine städtische Musikschule gibt, im sogenannten „Klingenden Haus“, einem privat geführten Unternehmen. In örtlichen Musikvereinen wird auch musikalisch ausgebildet, wie beispielsweise in Spielmannszügen und Blasorchestern.

## Persönlichkeiten
Die Stadt Rüthen hat vier Ehrenbürger, zu denen der verstorbene Künstler und Kunsterzieher Eduard Bufé und der verstorbene Rektor Eberhard Henneböle (1891–1979) gehören.

### Söhne und Töchter der Stadt
- Michael Stappert (um 1585/90–1663), Landpfarrer und Kritiker der Hexenverfolgung
- Grete Adrian (1610–1665), angeklagt in einem Hexenprozess als Werwölfin, wurde 1665 hingerichtet
- Freunnd Happen, angeklagt in einem Hexenprozess, wurde 1660 freigelassen
- Paul Gladbach (um 1680), Bildhauer und Schnitzer
- Laienbruder Stephan (1688–1732), Kapuzinerlaienbruder und Bildhauer
- Franz Xaver Schulte (1833–1891), Generalvikar von Paderborn, Verfasser der „Geschichte des Kulturkampfes in Preußen“ (1882), geboren in Kallenhardt
- Jürgen Augustinowitz (* 1964), CDU-Politiker, MdB von 1990 bis 1998
- Franz Wilhelm Rabaliatti,[67] Baumeister
- Anton Kopp (1796–1870), Generalvikar von Chicago, Gründer von Westphalia (Michigan)
- Hermann Roeren (1844–1920), Jurist und Reichstagsabgeordneter
- Wilhelm Gössmann (1926–2019), Literaturwissenschaftler
- Paul Jakobi (1928–2023), katholischer Theologe und Priester, Propst am Dom zu Minden
- Ulrich Ernst (* 1944), Germanist
- Wolfgang Hölscher (* 1954), Historiker
- Harald Biermann (* 1966), Historiker
- Jochen Ritter (* 1966), Politiker, Abgeordneter im Landtag von Nordrhein-Westfalen

### Persönlichkeiten, die vor Ort gewirkt haben
- Christoph Brandis (1590–1658), Bürgermeister und Geschichtsschreiber
- Vincentius Bartholomäus Rabaliatti († 1723), Steinhauer, Vater von Franz Wilhelm Rabaliatti
- Wilhelm Hutzier († 1717), Maler kirchlicher Innenausstattungen (z. B. von Paul Gladbach)
- Melchior Klug (nach 1722), Steinhauer
- Eberhard Henneböle (1891–1979) war ein deutscher Volksschuldirektor, Heimatpfleger und -forscher sowie Ehrenbürger der Stadt Rüthen
- Eduard Bufé, (1898–1982), Künstler und Kunsterzieher sowie Ehrenbürger der Stadt
- Friedrich Adolf Sauer (1765–1839), war ein Pfarrer in Rüthen, Pädagoge und Schulreformer
- Franz Hoischen (1903–1969), Maler, Grafiker und Kunsterzieher
- Karl Rainer (1910–1999) Maler und Grafiker
- Ferdinand Koch (1927–1990), Tenor und Musikpädagoge
- Werner Hahne (* 1928), Kaufmann, ab 1948 Geschäftsführer und Inhaber der STAMA Stahl- und Maschinenbaugesellschaft Hahne und Mollenhauer GmbH Rüthen/Möhne[68]
- Ulrich Grun (1937–2017), (Kunst-)Historiker, Pädagoge und Heimatforscher
- Stefan Gödde (* 1975), TV-Moderator, wuchs in Rüthen auf
- Marcel Höttecke (* 1987), Fußballspieler, begann beim TSV Rüthen